# Ферзь против пешки
Ферзь против пешки — элементарное окончание, в котором ферзь борется с пешкой, защищенной королём соперника и близкой к полю превращения. При этом король сильнейшей стороны находится вдалеке от пешки. Данное окончание часто возникает в результате «гонки пешек», когда у соперников осталось по пешке и они ускоренно тянут их в ферзи; одна обошла на полтора хода или превратила с шахом, зато у второй король в стратегической позиции.
Результат во многом зависит от того, на какой вертикали находится пешка. Ферзь выигрывает против центральной или коневой пешек, достигших 7-й (2-й для чёрных) горизонтали, так как в этом случае ферзю удаётся загнать неприятельского короля под пешку и, используя многократно этот приём, приблизить своего короля. При слоновой или ладейной пешках выигрыш достигается только тогда, когда король сильнейшей стороны находится недалеко от пешки. Существуют редкие ничейные исключения, когда ферзь не может сделать шах или связку — мешает свой же король.
Если пешка на шестой горизонтали при ходе ферзя, сильнейшая сторона выигрывает, за редкими ничейными исключениями. Если пешки превратились одновременно — ферзь против ферзя, ничья, за исключением некоторых неудачных позиций, когда у одной из сторон король в углу, а ферзь неактивен.

## Центральная пешка
|   | a                                                                     | b                                                                     | c                                                                     | d                                                                     | e                                                                     | f                                                                     | g                                                                     | h                                                                     |   |
| - | --------------------------------------------------------------------- | --------------------------------------------------------------------- | --------------------------------------------------------------------- | --------------------------------------------------------------------- | --------------------------------------------------------------------- | --------------------------------------------------------------------- | --------------------------------------------------------------------- | --------------------------------------------------------------------- | - |
| 8 | a8 белый король · d8 белый ферзь · d2 чёрная пешка · e2 чёрный король | a8 белый король · d8 белый ферзь · d2 чёрная пешка · e2 чёрный король | a8 белый король · d8 белый ферзь · d2 чёрная пешка · e2 чёрный король | a8 белый король · d8 белый ферзь · d2 чёрная пешка · e2 чёрный король | a8 белый король · d8 белый ферзь · d2 чёрная пешка · e2 чёрный король | a8 белый король · d8 белый ферзь · d2 чёрная пешка · e2 чёрный король | a8 белый король · d8 белый ферзь · d2 чёрная пешка · e2 чёрный король | a8 белый король · d8 белый ферзь · d2 чёрная пешка · e2 чёрный король | 8 |
| 7 | a8 белый король · d8 белый ферзь · d2 чёрная пешка · e2 чёрный король | a8 белый король · d8 белый ферзь · d2 чёрная пешка · e2 чёрный король | a8 белый король · d8 белый ферзь · d2 чёрная пешка · e2 чёрный король | a8 белый король · d8 белый ферзь · d2 чёрная пешка · e2 чёрный король | a8 белый король · d8 белый ферзь · d2 чёрная пешка · e2 чёрный король | a8 белый король · d8 белый ферзь · d2 чёрная пешка · e2 чёрный король | a8 белый король · d8 белый ферзь · d2 чёрная пешка · e2 чёрный король | a8 белый король · d8 белый ферзь · d2 чёрная пешка · e2 чёрный король | 7 |
| 6 | a8 белый король · d8 белый ферзь · d2 чёрная пешка · e2 чёрный король | a8 белый король · d8 белый ферзь · d2 чёрная пешка · e2 чёрный король | a8 белый король · d8 белый ферзь · d2 чёрная пешка · e2 чёрный король | a8 белый король · d8 белый ферзь · d2 чёрная пешка · e2 чёрный король | a8 белый король · d8 белый ферзь · d2 чёрная пешка · e2 чёрный король | a8 белый король · d8 белый ферзь · d2 чёрная пешка · e2 чёрный король | a8 белый король · d8 белый ферзь · d2 чёрная пешка · e2 чёрный король | a8 белый король · d8 белый ферзь · d2 чёрная пешка · e2 чёрный король | 6 |
| 5 | a8 белый король · d8 белый ферзь · d2 чёрная пешка · e2 чёрный король | a8 белый король · d8 белый ферзь · d2 чёрная пешка · e2 чёрный король | a8 белый король · d8 белый ферзь · d2 чёрная пешка · e2 чёрный король | a8 белый король · d8 белый ферзь · d2 чёрная пешка · e2 чёрный король | a8 белый король · d8 белый ферзь · d2 чёрная пешка · e2 чёрный король | a8 белый король · d8 белый ферзь · d2 чёрная пешка · e2 чёрный король | a8 белый король · d8 белый ферзь · d2 чёрная пешка · e2 чёрный король | a8 белый король · d8 белый ферзь · d2 чёрная пешка · e2 чёрный король | 5 |
| 4 | a8 белый король · d8 белый ферзь · d2 чёрная пешка · e2 чёрный король | a8 белый король · d8 белый ферзь · d2 чёрная пешка · e2 чёрный король | a8 белый король · d8 белый ферзь · d2 чёрная пешка · e2 чёрный король | a8 белый король · d8 белый ферзь · d2 чёрная пешка · e2 чёрный король | a8 белый король · d8 белый ферзь · d2 чёрная пешка · e2 чёрный король | a8 белый король · d8 белый ферзь · d2 чёрная пешка · e2 чёрный король | a8 белый король · d8 белый ферзь · d2 чёрная пешка · e2 чёрный король | a8 белый король · d8 белый ферзь · d2 чёрная пешка · e2 чёрный король | 4 |
| 3 | a8 белый король · d8 белый ферзь · d2 чёрная пешка · e2 чёрный король | a8 белый король · d8 белый ферзь · d2 чёрная пешка · e2 чёрный король | a8 белый король · d8 белый ферзь · d2 чёрная пешка · e2 чёрный король | a8 белый король · d8 белый ферзь · d2 чёрная пешка · e2 чёрный король | a8 белый король · d8 белый ферзь · d2 чёрная пешка · e2 чёрный король | a8 белый король · d8 белый ферзь · d2 чёрная пешка · e2 чёрный король | a8 белый король · d8 белый ферзь · d2 чёрная пешка · e2 чёрный король | a8 белый король · d8 белый ферзь · d2 чёрная пешка · e2 чёрный король | 3 |
| 2 | a8 белый король · d8 белый ферзь · d2 чёрная пешка · e2 чёрный король | a8 белый король · d8 белый ферзь · d2 чёрная пешка · e2 чёрный король | a8 белый король · d8 белый ферзь · d2 чёрная пешка · e2 чёрный король | a8 белый король · d8 белый ферзь · d2 чёрная пешка · e2 чёрный король | a8 белый король · d8 белый ферзь · d2 чёрная пешка · e2 чёрный король | a8 белый король · d8 белый ферзь · d2 чёрная пешка · e2 чёрный король | a8 белый король · d8 белый ферзь · d2 чёрная пешка · e2 чёрный король | a8 белый король · d8 белый ферзь · d2 чёрная пешка · e2 чёрный король | 2 |
| 1 | a8 белый король · d8 белый ферзь · d2 чёрная пешка · e2 чёрный король | a8 белый король · d8 белый ферзь · d2 чёрная пешка · e2 чёрный король | a8 белый король · d8 белый ферзь · d2 чёрная пешка · e2 чёрный король | a8 белый король · d8 белый ферзь · d2 чёрная пешка · e2 чёрный король | a8 белый король · d8 белый ферзь · d2 чёрная пешка · e2 чёрный король | a8 белый король · d8 белый ферзь · d2 чёрная пешка · e2 чёрный король | a8 белый король · d8 белый ферзь · d2 чёрная пешка · e2 чёрный король | a8 белый король · d8 белый ферзь · d2 чёрная пешка · e2 чёрный король | 1 |
|   | a                                                                     | b                                                                     | c                                                                     | d                                                                     | e                                                                     | f                                                                     | g                                                                     | h                                                                     |   |

Пример 1: План игры, осуществляемый белыми, типичен для данного эндшпиля. Сначала зигзагом с шахами к пешке приближается ферзь. 1.Фе8+ Kpf2 2.Фа4 Кре2 3.Фе4+ Kpf2 4.Фd3 Kpe1 5.Фе3+! Kpd1.
Чёрный король вынужден занять поле перед пешкой, и король белых получает возможность отправиться на помощь ферзю. 6.Kpb7 Крс2 7.Фе2 Kpc1 8.Фс4+ Крb2 9.Фd3 Kpc1 10.Фс3+ Kpd1 11.Крс6 Кре2 12.Фс2 Кpe1 13.Фе4+ Kpf2 14.Фd3 Kpe1 15.Фе3+ Kpd1 16.Kpd5 Крс2 17.Фе2 Kpc1 18.Фс4+ Крb2 19.Фd3 Kpc1 20.Фс3+ Kpd1 21.Кре4 Кре2 22.Фе3+ Kpd1 23.Kpd3, и белые выигрывают.
Король белых мог быть расположен как угодно далеко. Ферзь многократно вынуждает короля чёрных занять поле превращения пешки, выигрывая таким образом время для приближения своего короля.
|   | a                                                                     | b                                                                     | c                                                                     | d                                                                     | e                                                                     | f                                                                     | g                                                                     | h                                                                     |   |
| - | --------------------------------------------------------------------- | --------------------------------------------------------------------- | --------------------------------------------------------------------- | --------------------------------------------------------------------- | --------------------------------------------------------------------- | --------------------------------------------------------------------- | --------------------------------------------------------------------- | --------------------------------------------------------------------- | - |
| 8 | d8 белый ферзь · d2 чёрная пешка · e2 чёрный король · h2 белый король | d8 белый ферзь · d2 чёрная пешка · e2 чёрный король · h2 белый король | d8 белый ферзь · d2 чёрная пешка · e2 чёрный король · h2 белый король | d8 белый ферзь · d2 чёрная пешка · e2 чёрный король · h2 белый король | d8 белый ферзь · d2 чёрная пешка · e2 чёрный король · h2 белый король | d8 белый ферзь · d2 чёрная пешка · e2 чёрный король · h2 белый король | d8 белый ферзь · d2 чёрная пешка · e2 чёрный король · h2 белый король | d8 белый ферзь · d2 чёрная пешка · e2 чёрный король · h2 белый король | 8 |
| 7 | d8 белый ферзь · d2 чёрная пешка · e2 чёрный король · h2 белый король | d8 белый ферзь · d2 чёрная пешка · e2 чёрный король · h2 белый король | d8 белый ферзь · d2 чёрная пешка · e2 чёрный король · h2 белый король | d8 белый ферзь · d2 чёрная пешка · e2 чёрный король · h2 белый король | d8 белый ферзь · d2 чёрная пешка · e2 чёрный король · h2 белый король | d8 белый ферзь · d2 чёрная пешка · e2 чёрный король · h2 белый король | d8 белый ферзь · d2 чёрная пешка · e2 чёрный король · h2 белый король | d8 белый ферзь · d2 чёрная пешка · e2 чёрный король · h2 белый король | 7 |
| 6 | d8 белый ферзь · d2 чёрная пешка · e2 чёрный король · h2 белый король | d8 белый ферзь · d2 чёрная пешка · e2 чёрный король · h2 белый король | d8 белый ферзь · d2 чёрная пешка · e2 чёрный король · h2 белый король | d8 белый ферзь · d2 чёрная пешка · e2 чёрный король · h2 белый король | d8 белый ферзь · d2 чёрная пешка · e2 чёрный король · h2 белый король | d8 белый ферзь · d2 чёрная пешка · e2 чёрный король · h2 белый король | d8 белый ферзь · d2 чёрная пешка · e2 чёрный король · h2 белый король | d8 белый ферзь · d2 чёрная пешка · e2 чёрный король · h2 белый король | 6 |
| 5 | d8 белый ферзь · d2 чёрная пешка · e2 чёрный король · h2 белый король | d8 белый ферзь · d2 чёрная пешка · e2 чёрный король · h2 белый король | d8 белый ферзь · d2 чёрная пешка · e2 чёрный король · h2 белый король | d8 белый ферзь · d2 чёрная пешка · e2 чёрный король · h2 белый король | d8 белый ферзь · d2 чёрная пешка · e2 чёрный король · h2 белый король | d8 белый ферзь · d2 чёрная пешка · e2 чёрный король · h2 белый король | d8 белый ферзь · d2 чёрная пешка · e2 чёрный король · h2 белый король | d8 белый ферзь · d2 чёрная пешка · e2 чёрный король · h2 белый король | 5 |
| 4 | d8 белый ферзь · d2 чёрная пешка · e2 чёрный король · h2 белый король | d8 белый ферзь · d2 чёрная пешка · e2 чёрный король · h2 белый король | d8 белый ферзь · d2 чёрная пешка · e2 чёрный король · h2 белый король | d8 белый ферзь · d2 чёрная пешка · e2 чёрный король · h2 белый король | d8 белый ферзь · d2 чёрная пешка · e2 чёрный король · h2 белый король | d8 белый ферзь · d2 чёрная пешка · e2 чёрный король · h2 белый король | d8 белый ферзь · d2 чёрная пешка · e2 чёрный король · h2 белый король | d8 белый ферзь · d2 чёрная пешка · e2 чёрный король · h2 белый король | 4 |
| 3 | d8 белый ферзь · d2 чёрная пешка · e2 чёрный король · h2 белый король | d8 белый ферзь · d2 чёрная пешка · e2 чёрный король · h2 белый король | d8 белый ферзь · d2 чёрная пешка · e2 чёрный король · h2 белый король | d8 белый ферзь · d2 чёрная пешка · e2 чёрный король · h2 белый король | d8 белый ферзь · d2 чёрная пешка · e2 чёрный король · h2 белый король | d8 белый ферзь · d2 чёрная пешка · e2 чёрный король · h2 белый король | d8 белый ферзь · d2 чёрная пешка · e2 чёрный король · h2 белый король | d8 белый ферзь · d2 чёрная пешка · e2 чёрный король · h2 белый король | 3 |
| 2 | d8 белый ферзь · d2 чёрная пешка · e2 чёрный король · h2 белый король | d8 белый ферзь · d2 чёрная пешка · e2 чёрный король · h2 белый король | d8 белый ферзь · d2 чёрная пешка · e2 чёрный король · h2 белый король | d8 белый ферзь · d2 чёрная пешка · e2 чёрный король · h2 белый король | d8 белый ферзь · d2 чёрная пешка · e2 чёрный король · h2 белый король | d8 белый ферзь · d2 чёрная пешка · e2 чёрный король · h2 белый король | d8 белый ферзь · d2 чёрная пешка · e2 чёрный король · h2 белый король | d8 белый ферзь · d2 чёрная пешка · e2 чёрный король · h2 белый король | 2 |
| 1 | d8 белый ферзь · d2 чёрная пешка · e2 чёрный король · h2 белый король | d8 белый ферзь · d2 чёрная пешка · e2 чёрный король · h2 белый король | d8 белый ферзь · d2 чёрная пешка · e2 чёрный король · h2 белый король | d8 белый ферзь · d2 чёрная пешка · e2 чёрный король · h2 белый король | d8 белый ферзь · d2 чёрная пешка · e2 чёрный король · h2 белый король | d8 белый ферзь · d2 чёрная пешка · e2 чёрный король · h2 белый король | d8 белый ферзь · d2 чёрная пешка · e2 чёрный король · h2 белый король | d8 белый ферзь · d2 чёрная пешка · e2 чёрный король · h2 белый король | 1 |
|   | a                                                                     | b                                                                     | c                                                                     | d                                                                     | e                                                                     | f                                                                     | g                                                                     | h                                                                     |   |

Пример 2: при положении короля белых на h2 или h1 план выигрыша несколько отличается от только что рассмотренного. После 1.Фе7+ Kpf2 2.Фd6 Кре2 3.Фе5+ Kpf2 4.Фd4+ Кре2 5.Фе4+ Kpf2 6.Фd3 Kpe1 7.Фе3+ чёрные не обязаны занимать королём поле перед пешкой, а имеют возможность пойти 7. … Крf1!, так как пешка неуязвима из-за пата. Тогда к победе ведёт 8.Фf3+ Крe1 9.Крg2! d1Ф 10.Фf2#.
|   | a                                                                     | b                                                                     | c                                                                     | d                                                                     | e                                                                     | f                                                                     | g                                                                     | h                                                                     |   |
| - | --------------------------------------------------------------------- | --------------------------------------------------------------------- | --------------------------------------------------------------------- | --------------------------------------------------------------------- | --------------------------------------------------------------------- | --------------------------------------------------------------------- | --------------------------------------------------------------------- | --------------------------------------------------------------------- | - |
| 8 | b4 белый ферзь · c4 белый король · e2 чёрная пешка · f1 чёрный король | b4 белый ферзь · c4 белый король · e2 чёрная пешка · f1 чёрный король | b4 белый ферзь · c4 белый король · e2 чёрная пешка · f1 чёрный король | b4 белый ферзь · c4 белый король · e2 чёрная пешка · f1 чёрный король | b4 белый ферзь · c4 белый король · e2 чёрная пешка · f1 чёрный король | b4 белый ферзь · c4 белый король · e2 чёрная пешка · f1 чёрный король | b4 белый ферзь · c4 белый король · e2 чёрная пешка · f1 чёрный король | b4 белый ферзь · c4 белый король · e2 чёрная пешка · f1 чёрный король | 8 |
| 7 | b4 белый ферзь · c4 белый король · e2 чёрная пешка · f1 чёрный король | b4 белый ферзь · c4 белый король · e2 чёрная пешка · f1 чёрный король | b4 белый ферзь · c4 белый король · e2 чёрная пешка · f1 чёрный король | b4 белый ферзь · c4 белый король · e2 чёрная пешка · f1 чёрный король | b4 белый ферзь · c4 белый король · e2 чёрная пешка · f1 чёрный король | b4 белый ферзь · c4 белый король · e2 чёрная пешка · f1 чёрный король | b4 белый ферзь · c4 белый король · e2 чёрная пешка · f1 чёрный король | b4 белый ферзь · c4 белый король · e2 чёрная пешка · f1 чёрный король | 7 |
| 6 | b4 белый ферзь · c4 белый король · e2 чёрная пешка · f1 чёрный король | b4 белый ферзь · c4 белый король · e2 чёрная пешка · f1 чёрный король | b4 белый ферзь · c4 белый король · e2 чёрная пешка · f1 чёрный король | b4 белый ферзь · c4 белый король · e2 чёрная пешка · f1 чёрный король | b4 белый ферзь · c4 белый король · e2 чёрная пешка · f1 чёрный король | b4 белый ферзь · c4 белый король · e2 чёрная пешка · f1 чёрный король | b4 белый ферзь · c4 белый король · e2 чёрная пешка · f1 чёрный король | b4 белый ферзь · c4 белый король · e2 чёрная пешка · f1 чёрный король | 6 |
| 5 | b4 белый ферзь · c4 белый король · e2 чёрная пешка · f1 чёрный король | b4 белый ферзь · c4 белый король · e2 чёрная пешка · f1 чёрный король | b4 белый ферзь · c4 белый король · e2 чёрная пешка · f1 чёрный король | b4 белый ферзь · c4 белый король · e2 чёрная пешка · f1 чёрный король | b4 белый ферзь · c4 белый король · e2 чёрная пешка · f1 чёрный король | b4 белый ферзь · c4 белый король · e2 чёрная пешка · f1 чёрный король | b4 белый ферзь · c4 белый король · e2 чёрная пешка · f1 чёрный король | b4 белый ферзь · c4 белый король · e2 чёрная пешка · f1 чёрный король | 5 |
| 4 | b4 белый ферзь · c4 белый король · e2 чёрная пешка · f1 чёрный король | b4 белый ферзь · c4 белый король · e2 чёрная пешка · f1 чёрный король | b4 белый ферзь · c4 белый король · e2 чёрная пешка · f1 чёрный король | b4 белый ферзь · c4 белый король · e2 чёрная пешка · f1 чёрный король | b4 белый ферзь · c4 белый король · e2 чёрная пешка · f1 чёрный король | b4 белый ферзь · c4 белый король · e2 чёрная пешка · f1 чёрный король | b4 белый ферзь · c4 белый король · e2 чёрная пешка · f1 чёрный король | b4 белый ферзь · c4 белый король · e2 чёрная пешка · f1 чёрный король | 4 |
| 3 | b4 белый ферзь · c4 белый король · e2 чёрная пешка · f1 чёрный король | b4 белый ферзь · c4 белый король · e2 чёрная пешка · f1 чёрный король | b4 белый ферзь · c4 белый король · e2 чёрная пешка · f1 чёрный король | b4 белый ферзь · c4 белый король · e2 чёрная пешка · f1 чёрный король | b4 белый ферзь · c4 белый король · e2 чёрная пешка · f1 чёрный король | b4 белый ферзь · c4 белый король · e2 чёрная пешка · f1 чёрный король | b4 белый ферзь · c4 белый король · e2 чёрная пешка · f1 чёрный король | b4 белый ферзь · c4 белый король · e2 чёрная пешка · f1 чёрный король | 3 |
| 2 | b4 белый ферзь · c4 белый король · e2 чёрная пешка · f1 чёрный король | b4 белый ферзь · c4 белый король · e2 чёрная пешка · f1 чёрный король | b4 белый ферзь · c4 белый король · e2 чёрная пешка · f1 чёрный король | b4 белый ферзь · c4 белый король · e2 чёрная пешка · f1 чёрный король | b4 белый ферзь · c4 белый король · e2 чёрная пешка · f1 чёрный король | b4 белый ферзь · c4 белый король · e2 чёрная пешка · f1 чёрный король | b4 белый ферзь · c4 белый король · e2 чёрная пешка · f1 чёрный король | b4 белый ферзь · c4 белый король · e2 чёрная пешка · f1 чёрный король | 2 |
| 1 | b4 белый ферзь · c4 белый король · e2 чёрная пешка · f1 чёрный король | b4 белый ферзь · c4 белый король · e2 чёрная пешка · f1 чёрный король | b4 белый ферзь · c4 белый король · e2 чёрная пешка · f1 чёрный король | b4 белый ферзь · c4 белый король · e2 чёрная пешка · f1 чёрный король | b4 белый ферзь · c4 белый король · e2 чёрная пешка · f1 чёрный король | b4 белый ферзь · c4 белый король · e2 чёрная пешка · f1 чёрный король | b4 белый ферзь · c4 белый король · e2 чёрная пешка · f1 чёрный король | b4 белый ферзь · c4 белый король · e2 чёрная пешка · f1 чёрный король | 1 |
|   | a                                                                     | b                                                                     | c                                                                     | d                                                                     | e                                                                     | f                                                                     | g                                                                     | h                                                                     |   |

Как правило, белые в подобных окончаниях добиваются победы, если могут начать игру с шаха ферзём или связывания.
Пример 3: Так, в этой позиции выигрывает 1.Фf8+ с последующим ступенчатым приближением ферзя. Однако при положении ферзя на полях а2 или а4 шах дать нельзя, и пешка проходит в ферзи.
|   | a                                                                     | b                                                                     | c                                                                     | d                                                                     | e                                                                     | f                                                                     | g                                                                     | h                                                                     |   |
| - | --------------------------------------------------------------------- | --------------------------------------------------------------------- | --------------------------------------------------------------------- | --------------------------------------------------------------------- | --------------------------------------------------------------------- | --------------------------------------------------------------------- | --------------------------------------------------------------------- | --------------------------------------------------------------------- | - |
| 8 | e7 белая пешка · e5 белый король · e3 чёрный король · e1 чёрный ферзь | e7 белая пешка · e5 белый король · e3 чёрный король · e1 чёрный ферзь | e7 белая пешка · e5 белый король · e3 чёрный король · e1 чёрный ферзь | e7 белая пешка · e5 белый король · e3 чёрный король · e1 чёрный ферзь | e7 белая пешка · e5 белый король · e3 чёрный король · e1 чёрный ферзь | e7 белая пешка · e5 белый король · e3 чёрный король · e1 чёрный ферзь | e7 белая пешка · e5 белый король · e3 чёрный король · e1 чёрный ферзь | e7 белая пешка · e5 белый король · e3 чёрный король · e1 чёрный ферзь | 8 |
| 7 | e7 белая пешка · e5 белый король · e3 чёрный король · e1 чёрный ферзь | e7 белая пешка · e5 белый король · e3 чёрный король · e1 чёрный ферзь | e7 белая пешка · e5 белый король · e3 чёрный король · e1 чёрный ферзь | e7 белая пешка · e5 белый король · e3 чёрный король · e1 чёрный ферзь | e7 белая пешка · e5 белый король · e3 чёрный король · e1 чёрный ферзь | e7 белая пешка · e5 белый король · e3 чёрный король · e1 чёрный ферзь | e7 белая пешка · e5 белый король · e3 чёрный король · e1 чёрный ферзь | e7 белая пешка · e5 белый король · e3 чёрный король · e1 чёрный ферзь | 7 |
| 6 | e7 белая пешка · e5 белый король · e3 чёрный король · e1 чёрный ферзь | e7 белая пешка · e5 белый король · e3 чёрный король · e1 чёрный ферзь | e7 белая пешка · e5 белый король · e3 чёрный король · e1 чёрный ферзь | e7 белая пешка · e5 белый король · e3 чёрный король · e1 чёрный ферзь | e7 белая пешка · e5 белый король · e3 чёрный король · e1 чёрный ферзь | e7 белая пешка · e5 белый король · e3 чёрный король · e1 чёрный ферзь | e7 белая пешка · e5 белый король · e3 чёрный король · e1 чёрный ферзь | e7 белая пешка · e5 белый король · e3 чёрный король · e1 чёрный ферзь | 6 |
| 5 | e7 белая пешка · e5 белый король · e3 чёрный король · e1 чёрный ферзь | e7 белая пешка · e5 белый король · e3 чёрный король · e1 чёрный ферзь | e7 белая пешка · e5 белый король · e3 чёрный король · e1 чёрный ферзь | e7 белая пешка · e5 белый король · e3 чёрный король · e1 чёрный ферзь | e7 белая пешка · e5 белый король · e3 чёрный король · e1 чёрный ферзь | e7 белая пешка · e5 белый король · e3 чёрный король · e1 чёрный ферзь | e7 белая пешка · e5 белый король · e3 чёрный король · e1 чёрный ферзь | e7 белая пешка · e5 белый король · e3 чёрный король · e1 чёрный ферзь | 5 |
| 4 | e7 белая пешка · e5 белый король · e3 чёрный король · e1 чёрный ферзь | e7 белая пешка · e5 белый король · e3 чёрный король · e1 чёрный ферзь | e7 белая пешка · e5 белый король · e3 чёрный король · e1 чёрный ферзь | e7 белая пешка · e5 белый король · e3 чёрный король · e1 чёрный ферзь | e7 белая пешка · e5 белый король · e3 чёрный король · e1 чёрный ферзь | e7 белая пешка · e5 белый король · e3 чёрный король · e1 чёрный ферзь | e7 белая пешка · e5 белый король · e3 чёрный король · e1 чёрный ферзь | e7 белая пешка · e5 белый король · e3 чёрный король · e1 чёрный ферзь | 4 |
| 3 | e7 белая пешка · e5 белый король · e3 чёрный король · e1 чёрный ферзь | e7 белая пешка · e5 белый король · e3 чёрный король · e1 чёрный ферзь | e7 белая пешка · e5 белый король · e3 чёрный король · e1 чёрный ферзь | e7 белая пешка · e5 белый король · e3 чёрный король · e1 чёрный ферзь | e7 белая пешка · e5 белый король · e3 чёрный король · e1 чёрный ферзь | e7 белая пешка · e5 белый король · e3 чёрный король · e1 чёрный ферзь | e7 белая пешка · e5 белый король · e3 чёрный король · e1 чёрный ферзь | e7 белая пешка · e5 белый король · e3 чёрный король · e1 чёрный ферзь | 3 |
| 2 | e7 белая пешка · e5 белый король · e3 чёрный король · e1 чёрный ферзь | e7 белая пешка · e5 белый король · e3 чёрный король · e1 чёрный ферзь | e7 белая пешка · e5 белый король · e3 чёрный король · e1 чёрный ферзь | e7 белая пешка · e5 белый король · e3 чёрный король · e1 чёрный ферзь | e7 белая пешка · e5 белый король · e3 чёрный король · e1 чёрный ферзь | e7 белая пешка · e5 белый король · e3 чёрный король · e1 чёрный ферзь | e7 белая пешка · e5 белый король · e3 чёрный король · e1 чёрный ферзь | e7 белая пешка · e5 белый король · e3 чёрный король · e1 чёрный ферзь | 2 |
| 1 | e7 белая пешка · e5 белый король · e3 чёрный король · e1 чёрный ферзь | e7 белая пешка · e5 белый король · e3 чёрный король · e1 чёрный ферзь | e7 белая пешка · e5 белый король · e3 чёрный король · e1 чёрный ферзь | e7 белая пешка · e5 белый король · e3 чёрный король · e1 чёрный ферзь | e7 белая пешка · e5 белый король · e3 чёрный король · e1 чёрный ферзь | e7 белая пешка · e5 белый король · e3 чёрный король · e1 чёрный ферзь | e7 белая пешка · e5 белый король · e3 чёрный король · e1 чёрный ферзь | e7 белая пешка · e5 белый король · e3 чёрный король · e1 чёрный ферзь | 1 |
|   | a                                                                     | b                                                                     | c                                                                     | d                                                                     | e                                                                     | f                                                                     | g                                                                     | h                                                                     |   |

Пример 4: В этой позиции белые продолжают 1.Кре6! и спасают партию, так как не ведет к цели ни 1. … Kpf4+ из-за 2.Kpf7, ни 1. … Kpd4+ ввиду 2.Kpd7.

## Коневая пешка
|   | a                                                                     | b                                                                     | c                                                                     | d                                                                     | e                                                                     | f                                                                     | g                                                                     | h                                                                     |   |
| - | --------------------------------------------------------------------- | --------------------------------------------------------------------- | --------------------------------------------------------------------- | --------------------------------------------------------------------- | --------------------------------------------------------------------- | --------------------------------------------------------------------- | --------------------------------------------------------------------- | --------------------------------------------------------------------- | - |
| 8 | d4 белый король · e4 белый ферзь · b2 чёрная пешка · a1 чёрный король | d4 белый король · e4 белый ферзь · b2 чёрная пешка · a1 чёрный король | d4 белый король · e4 белый ферзь · b2 чёрная пешка · a1 чёрный король | d4 белый король · e4 белый ферзь · b2 чёрная пешка · a1 чёрный король | d4 белый король · e4 белый ферзь · b2 чёрная пешка · a1 чёрный король | d4 белый король · e4 белый ферзь · b2 чёрная пешка · a1 чёрный король | d4 белый король · e4 белый ферзь · b2 чёрная пешка · a1 чёрный король | d4 белый король · e4 белый ферзь · b2 чёрная пешка · a1 чёрный король | 8 |
| 7 | d4 белый король · e4 белый ферзь · b2 чёрная пешка · a1 чёрный король | d4 белый король · e4 белый ферзь · b2 чёрная пешка · a1 чёрный король | d4 белый король · e4 белый ферзь · b2 чёрная пешка · a1 чёрный король | d4 белый король · e4 белый ферзь · b2 чёрная пешка · a1 чёрный король | d4 белый король · e4 белый ферзь · b2 чёрная пешка · a1 чёрный король | d4 белый король · e4 белый ферзь · b2 чёрная пешка · a1 чёрный король | d4 белый король · e4 белый ферзь · b2 чёрная пешка · a1 чёрный король | d4 белый король · e4 белый ферзь · b2 чёрная пешка · a1 чёрный король | 7 |
| 6 | d4 белый король · e4 белый ферзь · b2 чёрная пешка · a1 чёрный король | d4 белый король · e4 белый ферзь · b2 чёрная пешка · a1 чёрный король | d4 белый король · e4 белый ферзь · b2 чёрная пешка · a1 чёрный король | d4 белый король · e4 белый ферзь · b2 чёрная пешка · a1 чёрный король | d4 белый король · e4 белый ферзь · b2 чёрная пешка · a1 чёрный король | d4 белый король · e4 белый ферзь · b2 чёрная пешка · a1 чёрный король | d4 белый король · e4 белый ферзь · b2 чёрная пешка · a1 чёрный король | d4 белый король · e4 белый ферзь · b2 чёрная пешка · a1 чёрный король | 6 |
| 5 | d4 белый король · e4 белый ферзь · b2 чёрная пешка · a1 чёрный король | d4 белый король · e4 белый ферзь · b2 чёрная пешка · a1 чёрный король | d4 белый король · e4 белый ферзь · b2 чёрная пешка · a1 чёрный король | d4 белый король · e4 белый ферзь · b2 чёрная пешка · a1 чёрный король | d4 белый король · e4 белый ферзь · b2 чёрная пешка · a1 чёрный король | d4 белый король · e4 белый ферзь · b2 чёрная пешка · a1 чёрный король | d4 белый король · e4 белый ферзь · b2 чёрная пешка · a1 чёрный король | d4 белый король · e4 белый ферзь · b2 чёрная пешка · a1 чёрный король | 5 |
| 4 | d4 белый король · e4 белый ферзь · b2 чёрная пешка · a1 чёрный король | d4 белый король · e4 белый ферзь · b2 чёрная пешка · a1 чёрный король | d4 белый король · e4 белый ферзь · b2 чёрная пешка · a1 чёрный король | d4 белый король · e4 белый ферзь · b2 чёрная пешка · a1 чёрный король | d4 белый король · e4 белый ферзь · b2 чёрная пешка · a1 чёрный король | d4 белый король · e4 белый ферзь · b2 чёрная пешка · a1 чёрный король | d4 белый король · e4 белый ферзь · b2 чёрная пешка · a1 чёрный король | d4 белый король · e4 белый ферзь · b2 чёрная пешка · a1 чёрный король | 4 |
| 3 | d4 белый король · e4 белый ферзь · b2 чёрная пешка · a1 чёрный король | d4 белый король · e4 белый ферзь · b2 чёрная пешка · a1 чёрный король | d4 белый король · e4 белый ферзь · b2 чёрная пешка · a1 чёрный король | d4 белый король · e4 белый ферзь · b2 чёрная пешка · a1 чёрный король | d4 белый король · e4 белый ферзь · b2 чёрная пешка · a1 чёрный король | d4 белый король · e4 белый ферзь · b2 чёрная пешка · a1 чёрный король | d4 белый король · e4 белый ферзь · b2 чёрная пешка · a1 чёрный король | d4 белый король · e4 белый ферзь · b2 чёрная пешка · a1 чёрный король | 3 |
| 2 | d4 белый король · e4 белый ферзь · b2 чёрная пешка · a1 чёрный король | d4 белый король · e4 белый ферзь · b2 чёрная пешка · a1 чёрный король | d4 белый король · e4 белый ферзь · b2 чёрная пешка · a1 чёрный король | d4 белый король · e4 белый ферзь · b2 чёрная пешка · a1 чёрный король | d4 белый король · e4 белый ферзь · b2 чёрная пешка · a1 чёрный король | d4 белый король · e4 белый ферзь · b2 чёрная пешка · a1 чёрный король | d4 белый король · e4 белый ферзь · b2 чёрная пешка · a1 чёрный король | d4 белый король · e4 белый ферзь · b2 чёрная пешка · a1 чёрный король | 2 |
| 1 | d4 белый король · e4 белый ферзь · b2 чёрная пешка · a1 чёрный король | d4 белый король · e4 белый ферзь · b2 чёрная пешка · a1 чёрный король | d4 белый король · e4 белый ферзь · b2 чёрная пешка · a1 чёрный король | d4 белый король · e4 белый ферзь · b2 чёрная пешка · a1 чёрный король | d4 белый король · e4 белый ферзь · b2 чёрная пешка · a1 чёрный король | d4 белый король · e4 белый ферзь · b2 чёрная пешка · a1 чёрный король | d4 белый король · e4 белый ферзь · b2 чёрная пешка · a1 чёрный король | d4 белый король · e4 белый ферзь · b2 чёрная пешка · a1 чёрный король | 1 |
|   | a                                                                     | b                                                                     | c                                                                     | d                                                                     | e                                                                     | f                                                                     | g                                                                     | h                                                                     |   |

Пример 5: К победе ведёт только 1.Фa8+, но при положении ферзя на полях f4, g4, h4, f2 или h2 выиграть нельзя.
Если с темпами приблизить ферзя к пешке не удаётся, выигрыш обычно оказывается недостижимым.

## Слоновая пешка
При слоновой и ладейной пешках метод выигрыша, рассмотренный в примере 1, не проходит. Белые побеждают, когда их король расположен близко от пешки и можно создать матовую сеть вокруг короля противника; в этом случае слабейшую сторону не спасает даже проведение пешки в ферзи.
|   | a | b | c | d | e | f | g | h |   |
| - | --- | --- | --- | --- | --- | --- | --- | --- | - |
| 8 | a5 чёрный крест · b5 чёрный крест · c5 чёрный крест · d5 чёрный крест · e4 чёрный крест · f4 чёрный крест · g4 чёрный крест · g3 чёрный крест · c2 чёрная пешка · d2 чёрный король · g2 чёрный крест · g1 чёрный крест | a5 чёрный крест · b5 чёрный крест · c5 чёрный крест · d5 чёрный крест · e4 чёрный крест · f4 чёрный крест · g4 чёрный крест · g3 чёрный крест · c2 чёрная пешка · d2 чёрный король · g2 чёрный крест · g1 чёрный крест | a5 чёрный крест · b5 чёрный крест · c5 чёрный крест · d5 чёрный крест · e4 чёрный крест · f4 чёрный крест · g4 чёрный крест · g3 чёрный крест · c2 чёрная пешка · d2 чёрный король · g2 чёрный крест · g1 чёрный крест | a5 чёрный крест · b5 чёрный крест · c5 чёрный крест · d5 чёрный крест · e4 чёрный крест · f4 чёрный крест · g4 чёрный крест · g3 чёрный крест · c2 чёрная пешка · d2 чёрный король · g2 чёрный крест · g1 чёрный крест | a5 чёрный крест · b5 чёрный крест · c5 чёрный крест · d5 чёрный крест · e4 чёрный крест · f4 чёрный крест · g4 чёрный крест · g3 чёрный крест · c2 чёрная пешка · d2 чёрный король · g2 чёрный крест · g1 чёрный крест | a5 чёрный крест · b5 чёрный крест · c5 чёрный крест · d5 чёрный крест · e4 чёрный крест · f4 чёрный крест · g4 чёрный крест · g3 чёрный крест · c2 чёрная пешка · d2 чёрный король · g2 чёрный крест · g1 чёрный крест | a5 чёрный крест · b5 чёрный крест · c5 чёрный крест · d5 чёрный крест · e4 чёрный крест · f4 чёрный крест · g4 чёрный крест · g3 чёрный крест · c2 чёрная пешка · d2 чёрный король · g2 чёрный крест · g1 чёрный крест | a5 чёрный крест · b5 чёрный крест · c5 чёрный крест · d5 чёрный крест · e4 чёрный крест · f4 чёрный крест · g4 чёрный крест · g3 чёрный крест · c2 чёрная пешка · d2 чёрный король · g2 чёрный крест · g1 чёрный крест | 8 |
| 7 | a5 чёрный крест · b5 чёрный крест · c5 чёрный крест · d5 чёрный крест · e4 чёрный крест · f4 чёрный крест · g4 чёрный крест · g3 чёрный крест · c2 чёрная пешка · d2 чёрный король · g2 чёрный крест · g1 чёрный крест | a5 чёрный крест · b5 чёрный крест · c5 чёрный крест · d5 чёрный крест · e4 чёрный крест · f4 чёрный крест · g4 чёрный крест · g3 чёрный крест · c2 чёрная пешка · d2 чёрный король · g2 чёрный крест · g1 чёрный крест | a5 чёрный крест · b5 чёрный крест · c5 чёрный крест · d5 чёрный крест · e4 чёрный крест · f4 чёрный крест · g4 чёрный крест · g3 чёрный крест · c2 чёрная пешка · d2 чёрный король · g2 чёрный крест · g1 чёрный крест | a5 чёрный крест · b5 чёрный крест · c5 чёрный крест · d5 чёрный крест · e4 чёрный крест · f4 чёрный крест · g4 чёрный крест · g3 чёрный крест · c2 чёрная пешка · d2 чёрный король · g2 чёрный крест · g1 чёрный крест | a5 чёрный крест · b5 чёрный крест · c5 чёрный крест · d5 чёрный крест · e4 чёрный крест · f4 чёрный крест · g4 чёрный крест · g3 чёрный крест · c2 чёрная пешка · d2 чёрный король · g2 чёрный крест · g1 чёрный крест | a5 чёрный крест · b5 чёрный крест · c5 чёрный крест · d5 чёрный крест · e4 чёрный крест · f4 чёрный крест · g4 чёрный крест · g3 чёрный крест · c2 чёрная пешка · d2 чёрный король · g2 чёрный крест · g1 чёрный крест | a5 чёрный крест · b5 чёрный крест · c5 чёрный крест · d5 чёрный крест · e4 чёрный крест · f4 чёрный крест · g4 чёрный крест · g3 чёрный крест · c2 чёрная пешка · d2 чёрный король · g2 чёрный крест · g1 чёрный крест | a5 чёрный крест · b5 чёрный крест · c5 чёрный крест · d5 чёрный крест · e4 чёрный крест · f4 чёрный крест · g4 чёрный крест · g3 чёрный крест · c2 чёрная пешка · d2 чёрный король · g2 чёрный крест · g1 чёрный крест | 7 |
| 6 | a5 чёрный крест · b5 чёрный крест · c5 чёрный крест · d5 чёрный крест · e4 чёрный крест · f4 чёрный крест · g4 чёрный крест · g3 чёрный крест · c2 чёрная пешка · d2 чёрный король · g2 чёрный крест · g1 чёрный крест | a5 чёрный крест · b5 чёрный крест · c5 чёрный крест · d5 чёрный крест · e4 чёрный крест · f4 чёрный крест · g4 чёрный крест · g3 чёрный крест · c2 чёрная пешка · d2 чёрный король · g2 чёрный крест · g1 чёрный крест | a5 чёрный крест · b5 чёрный крест · c5 чёрный крест · d5 чёрный крест · e4 чёрный крест · f4 чёрный крест · g4 чёрный крест · g3 чёрный крест · c2 чёрная пешка · d2 чёрный король · g2 чёрный крест · g1 чёрный крест | a5 чёрный крест · b5 чёрный крест · c5 чёрный крест · d5 чёрный крест · e4 чёрный крест · f4 чёрный крест · g4 чёрный крест · g3 чёрный крест · c2 чёрная пешка · d2 чёрный король · g2 чёрный крест · g1 чёрный крест | a5 чёрный крест · b5 чёрный крест · c5 чёрный крест · d5 чёрный крест · e4 чёрный крест · f4 чёрный крест · g4 чёрный крест · g3 чёрный крест · c2 чёрная пешка · d2 чёрный король · g2 чёрный крест · g1 чёрный крест | a5 чёрный крест · b5 чёрный крест · c5 чёрный крест · d5 чёрный крест · e4 чёрный крест · f4 чёрный крест · g4 чёрный крест · g3 чёрный крест · c2 чёрная пешка · d2 чёрный король · g2 чёрный крест · g1 чёрный крест | a5 чёрный крест · b5 чёрный крест · c5 чёрный крест · d5 чёрный крест · e4 чёрный крест · f4 чёрный крест · g4 чёрный крест · g3 чёрный крест · c2 чёрная пешка · d2 чёрный король · g2 чёрный крест · g1 чёрный крест | a5 чёрный крест · b5 чёрный крест · c5 чёрный крест · d5 чёрный крест · e4 чёрный крест · f4 чёрный крест · g4 чёрный крест · g3 чёрный крест · c2 чёрная пешка · d2 чёрный король · g2 чёрный крест · g1 чёрный крест | 6 |
| 5 | a5 чёрный крест · b5 чёрный крест · c5 чёрный крест · d5 чёрный крест · e4 чёрный крест · f4 чёрный крест · g4 чёрный крест · g3 чёрный крест · c2 чёрная пешка · d2 чёрный король · g2 чёрный крест · g1 чёрный крест | a5 чёрный крест · b5 чёрный крест · c5 чёрный крест · d5 чёрный крест · e4 чёрный крест · f4 чёрный крест · g4 чёрный крест · g3 чёрный крест · c2 чёрная пешка · d2 чёрный король · g2 чёрный крест · g1 чёрный крест | a5 чёрный крест · b5 чёрный крест · c5 чёрный крест · d5 чёрный крест · e4 чёрный крест · f4 чёрный крест · g4 чёрный крест · g3 чёрный крест · c2 чёрная пешка · d2 чёрный король · g2 чёрный крест · g1 чёрный крест | a5 чёрный крест · b5 чёрный крест · c5 чёрный крест · d5 чёрный крест · e4 чёрный крест · f4 чёрный крест · g4 чёрный крест · g3 чёрный крест · c2 чёрная пешка · d2 чёрный король · g2 чёрный крест · g1 чёрный крест | a5 чёрный крест · b5 чёрный крест · c5 чёрный крест · d5 чёрный крест · e4 чёрный крест · f4 чёрный крест · g4 чёрный крест · g3 чёрный крест · c2 чёрная пешка · d2 чёрный король · g2 чёрный крест · g1 чёрный крест | a5 чёрный крест · b5 чёрный крест · c5 чёрный крест · d5 чёрный крест · e4 чёрный крест · f4 чёрный крест · g4 чёрный крест · g3 чёрный крест · c2 чёрная пешка · d2 чёрный король · g2 чёрный крест · g1 чёрный крест | a5 чёрный крест · b5 чёрный крест · c5 чёрный крест · d5 чёрный крест · e4 чёрный крест · f4 чёрный крест · g4 чёрный крест · g3 чёрный крест · c2 чёрная пешка · d2 чёрный король · g2 чёрный крест · g1 чёрный крест | a5 чёрный крест · b5 чёрный крест · c5 чёрный крест · d5 чёрный крест · e4 чёрный крест · f4 чёрный крест · g4 чёрный крест · g3 чёрный крест · c2 чёрная пешка · d2 чёрный король · g2 чёрный крест · g1 чёрный крест | 5 |
| 4 | a5 чёрный крест · b5 чёрный крест · c5 чёрный крест · d5 чёрный крест · e4 чёрный крест · f4 чёрный крест · g4 чёрный крест · g3 чёрный крест · c2 чёрная пешка · d2 чёрный король · g2 чёрный крест · g1 чёрный крест | a5 чёрный крест · b5 чёрный крест · c5 чёрный крест · d5 чёрный крест · e4 чёрный крест · f4 чёрный крест · g4 чёрный крест · g3 чёрный крест · c2 чёрная пешка · d2 чёрный король · g2 чёрный крест · g1 чёрный крест | a5 чёрный крест · b5 чёрный крест · c5 чёрный крест · d5 чёрный крест · e4 чёрный крест · f4 чёрный крест · g4 чёрный крест · g3 чёрный крест · c2 чёрная пешка · d2 чёрный король · g2 чёрный крест · g1 чёрный крест | a5 чёрный крест · b5 чёрный крест · c5 чёрный крест · d5 чёрный крест · e4 чёрный крест · f4 чёрный крест · g4 чёрный крест · g3 чёрный крест · c2 чёрная пешка · d2 чёрный король · g2 чёрный крест · g1 чёрный крест | a5 чёрный крест · b5 чёрный крест · c5 чёрный крест · d5 чёрный крест · e4 чёрный крест · f4 чёрный крест · g4 чёрный крест · g3 чёрный крест · c2 чёрная пешка · d2 чёрный король · g2 чёрный крест · g1 чёрный крест | a5 чёрный крест · b5 чёрный крест · c5 чёрный крест · d5 чёрный крест · e4 чёрный крест · f4 чёрный крест · g4 чёрный крест · g3 чёрный крест · c2 чёрная пешка · d2 чёрный король · g2 чёрный крест · g1 чёрный крест | a5 чёрный крест · b5 чёрный крест · c5 чёрный крест · d5 чёрный крест · e4 чёрный крест · f4 чёрный крест · g4 чёрный крест · g3 чёрный крест · c2 чёрная пешка · d2 чёрный король · g2 чёрный крест · g1 чёрный крест | a5 чёрный крест · b5 чёрный крест · c5 чёрный крест · d5 чёрный крест · e4 чёрный крест · f4 чёрный крест · g4 чёрный крест · g3 чёрный крест · c2 чёрная пешка · d2 чёрный король · g2 чёрный крест · g1 чёрный крест | 4 |
| 3 | a5 чёрный крест · b5 чёрный крест · c5 чёрный крест · d5 чёрный крест · e4 чёрный крест · f4 чёрный крест · g4 чёрный крест · g3 чёрный крест · c2 чёрная пешка · d2 чёрный король · g2 чёрный крест · g1 чёрный крест | a5 чёрный крест · b5 чёрный крест · c5 чёрный крест · d5 чёрный крест · e4 чёрный крест · f4 чёрный крест · g4 чёрный крест · g3 чёрный крест · c2 чёрная пешка · d2 чёрный король · g2 чёрный крест · g1 чёрный крест | a5 чёрный крест · b5 чёрный крест · c5 чёрный крест · d5 чёрный крест · e4 чёрный крест · f4 чёрный крест · g4 чёрный крест · g3 чёрный крест · c2 чёрная пешка · d2 чёрный король · g2 чёрный крест · g1 чёрный крест | a5 чёрный крест · b5 чёрный крест · c5 чёрный крест · d5 чёрный крест · e4 чёрный крест · f4 чёрный крест · g4 чёрный крест · g3 чёрный крест · c2 чёрная пешка · d2 чёрный король · g2 чёрный крест · g1 чёрный крест | a5 чёрный крест · b5 чёрный крест · c5 чёрный крест · d5 чёрный крест · e4 чёрный крест · f4 чёрный крест · g4 чёрный крест · g3 чёрный крест · c2 чёрная пешка · d2 чёрный король · g2 чёрный крест · g1 чёрный крест | a5 чёрный крест · b5 чёрный крест · c5 чёрный крест · d5 чёрный крест · e4 чёрный крест · f4 чёрный крест · g4 чёрный крест · g3 чёрный крест · c2 чёрная пешка · d2 чёрный король · g2 чёрный крест · g1 чёрный крест | a5 чёрный крест · b5 чёрный крест · c5 чёрный крест · d5 чёрный крест · e4 чёрный крест · f4 чёрный крест · g4 чёрный крест · g3 чёрный крест · c2 чёрная пешка · d2 чёрный король · g2 чёрный крест · g1 чёрный крест | a5 чёрный крест · b5 чёрный крест · c5 чёрный крест · d5 чёрный крест · e4 чёрный крест · f4 чёрный крест · g4 чёрный крест · g3 чёрный крест · c2 чёрная пешка · d2 чёрный король · g2 чёрный крест · g1 чёрный крест | 3 |
| 2 | a5 чёрный крест · b5 чёрный крест · c5 чёрный крест · d5 чёрный крест · e4 чёрный крест · f4 чёрный крест · g4 чёрный крест · g3 чёрный крест · c2 чёрная пешка · d2 чёрный король · g2 чёрный крест · g1 чёрный крест | a5 чёрный крест · b5 чёрный крест · c5 чёрный крест · d5 чёрный крест · e4 чёрный крест · f4 чёрный крест · g4 чёрный крест · g3 чёрный крест · c2 чёрная пешка · d2 чёрный король · g2 чёрный крест · g1 чёрный крест | a5 чёрный крест · b5 чёрный крест · c5 чёрный крест · d5 чёрный крест · e4 чёрный крест · f4 чёрный крест · g4 чёрный крест · g3 чёрный крест · c2 чёрная пешка · d2 чёрный король · g2 чёрный крест · g1 чёрный крест | a5 чёрный крест · b5 чёрный крест · c5 чёрный крест · d5 чёрный крест · e4 чёрный крест · f4 чёрный крест · g4 чёрный крест · g3 чёрный крест · c2 чёрная пешка · d2 чёрный король · g2 чёрный крест · g1 чёрный крест | a5 чёрный крест · b5 чёрный крест · c5 чёрный крест · d5 чёрный крест · e4 чёрный крест · f4 чёрный крест · g4 чёрный крест · g3 чёрный крест · c2 чёрная пешка · d2 чёрный король · g2 чёрный крест · g1 чёрный крест | a5 чёрный крест · b5 чёрный крест · c5 чёрный крест · d5 чёрный крест · e4 чёрный крест · f4 чёрный крест · g4 чёрный крест · g3 чёрный крест · c2 чёрная пешка · d2 чёрный король · g2 чёрный крест · g1 чёрный крест | a5 чёрный крест · b5 чёрный крест · c5 чёрный крест · d5 чёрный крест · e4 чёрный крест · f4 чёрный крест · g4 чёрный крест · g3 чёрный крест · c2 чёрная пешка · d2 чёрный король · g2 чёрный крест · g1 чёрный крест | a5 чёрный крест · b5 чёрный крест · c5 чёрный крест · d5 чёрный крест · e4 чёрный крест · f4 чёрный крест · g4 чёрный крест · g3 чёрный крест · c2 чёрная пешка · d2 чёрный король · g2 чёрный крест · g1 чёрный крест | 2 |
| 1 | a5 чёрный крест · b5 чёрный крест · c5 чёрный крест · d5 чёрный крест · e4 чёрный крест · f4 чёрный крест · g4 чёрный крест · g3 чёрный крест · c2 чёрная пешка · d2 чёрный король · g2 чёрный крест · g1 чёрный крест | a5 чёрный крест · b5 чёрный крест · c5 чёрный крест · d5 чёрный крест · e4 чёрный крест · f4 чёрный крест · g4 чёрный крест · g3 чёрный крест · c2 чёрная пешка · d2 чёрный король · g2 чёрный крест · g1 чёрный крест | a5 чёрный крест · b5 чёрный крест · c5 чёрный крест · d5 чёрный крест · e4 чёрный крест · f4 чёрный крест · g4 чёрный крест · g3 чёрный крест · c2 чёрная пешка · d2 чёрный король · g2 чёрный крест · g1 чёрный крест | a5 чёрный крест · b5 чёрный крест · c5 чёрный крест · d5 чёрный крест · e4 чёрный крест · f4 чёрный крест · g4 чёрный крест · g3 чёрный крест · c2 чёрная пешка · d2 чёрный король · g2 чёрный крест · g1 чёрный крест | a5 чёрный крест · b5 чёрный крест · c5 чёрный крест · d5 чёрный крест · e4 чёрный крест · f4 чёрный крест · g4 чёрный крест · g3 чёрный крест · c2 чёрная пешка · d2 чёрный король · g2 чёрный крест · g1 чёрный крест | a5 чёрный крест · b5 чёрный крест · c5 чёрный крест · d5 чёрный крест · e4 чёрный крест · f4 чёрный крест · g4 чёрный крест · g3 чёрный крест · c2 чёрная пешка · d2 чёрный король · g2 чёрный крест · g1 чёрный крест | a5 чёрный крест · b5 чёрный крест · c5 чёрный крест · d5 чёрный крест · e4 чёрный крест · f4 чёрный крест · g4 чёрный крест · g3 чёрный крест · c2 чёрная пешка · d2 чёрный король · g2 чёрный крест · g1 чёрный крест | a5 чёрный крест · b5 чёрный крест · c5 чёрный крест · d5 чёрный крест · e4 чёрный крест · f4 чёрный крест · g4 чёрный крест · g3 чёрный крест · c2 чёрная пешка · d2 чёрный король · g2 чёрный крест · g1 чёрный крест | 1 |
|   | a | b | c | d | e | f | g | h |   |

|   | a | b | c | d | e | f | g | h |   |
| - | --- | --- | --- | --- | --- | --- | --- | --- | - |
| 8 | a5 чёрный крест · b5 чёрный крест · c5 чёрный крест · d4 чёрный крест · e4 чёрный крест · f4 чёрный крест · f3 чёрный крест · b2 чёрный король · c2 чёрная пешка · f2 чёрный крест · f1 чёрный крест | a5 чёрный крест · b5 чёрный крест · c5 чёрный крест · d4 чёрный крест · e4 чёрный крест · f4 чёрный крест · f3 чёрный крест · b2 чёрный король · c2 чёрная пешка · f2 чёрный крест · f1 чёрный крест | a5 чёрный крест · b5 чёрный крест · c5 чёрный крест · d4 чёрный крест · e4 чёрный крест · f4 чёрный крест · f3 чёрный крест · b2 чёрный король · c2 чёрная пешка · f2 чёрный крест · f1 чёрный крест | a5 чёрный крест · b5 чёрный крест · c5 чёрный крест · d4 чёрный крест · e4 чёрный крест · f4 чёрный крест · f3 чёрный крест · b2 чёрный король · c2 чёрная пешка · f2 чёрный крест · f1 чёрный крест | a5 чёрный крест · b5 чёрный крест · c5 чёрный крест · d4 чёрный крест · e4 чёрный крест · f4 чёрный крест · f3 чёрный крест · b2 чёрный король · c2 чёрная пешка · f2 чёрный крест · f1 чёрный крест | a5 чёрный крест · b5 чёрный крест · c5 чёрный крест · d4 чёрный крест · e4 чёрный крест · f4 чёрный крест · f3 чёрный крест · b2 чёрный король · c2 чёрная пешка · f2 чёрный крест · f1 чёрный крест | a5 чёрный крест · b5 чёрный крест · c5 чёрный крест · d4 чёрный крест · e4 чёрный крест · f4 чёрный крест · f3 чёрный крест · b2 чёрный король · c2 чёрная пешка · f2 чёрный крест · f1 чёрный крест | a5 чёрный крест · b5 чёрный крест · c5 чёрный крест · d4 чёрный крест · e4 чёрный крест · f4 чёрный крест · f3 чёрный крест · b2 чёрный король · c2 чёрная пешка · f2 чёрный крест · f1 чёрный крест | 8 |
| 7 | a5 чёрный крест · b5 чёрный крест · c5 чёрный крест · d4 чёрный крест · e4 чёрный крест · f4 чёрный крест · f3 чёрный крест · b2 чёрный король · c2 чёрная пешка · f2 чёрный крест · f1 чёрный крест | a5 чёрный крест · b5 чёрный крест · c5 чёрный крест · d4 чёрный крест · e4 чёрный крест · f4 чёрный крест · f3 чёрный крест · b2 чёрный король · c2 чёрная пешка · f2 чёрный крест · f1 чёрный крест | a5 чёрный крест · b5 чёрный крест · c5 чёрный крест · d4 чёрный крест · e4 чёрный крест · f4 чёрный крест · f3 чёрный крест · b2 чёрный король · c2 чёрная пешка · f2 чёрный крест · f1 чёрный крест | a5 чёрный крест · b5 чёрный крест · c5 чёрный крест · d4 чёрный крест · e4 чёрный крест · f4 чёрный крест · f3 чёрный крест · b2 чёрный король · c2 чёрная пешка · f2 чёрный крест · f1 чёрный крест | a5 чёрный крест · b5 чёрный крест · c5 чёрный крест · d4 чёрный крест · e4 чёрный крест · f4 чёрный крест · f3 чёрный крест · b2 чёрный король · c2 чёрная пешка · f2 чёрный крест · f1 чёрный крест | a5 чёрный крест · b5 чёрный крест · c5 чёрный крест · d4 чёрный крест · e4 чёрный крест · f4 чёрный крест · f3 чёрный крест · b2 чёрный король · c2 чёрная пешка · f2 чёрный крест · f1 чёрный крест | a5 чёрный крест · b5 чёрный крест · c5 чёрный крест · d4 чёрный крест · e4 чёрный крест · f4 чёрный крест · f3 чёрный крест · b2 чёрный король · c2 чёрная пешка · f2 чёрный крест · f1 чёрный крест | a5 чёрный крест · b5 чёрный крест · c5 чёрный крест · d4 чёрный крест · e4 чёрный крест · f4 чёрный крест · f3 чёрный крест · b2 чёрный король · c2 чёрная пешка · f2 чёрный крест · f1 чёрный крест | 7 |
| 6 | a5 чёрный крест · b5 чёрный крест · c5 чёрный крест · d4 чёрный крест · e4 чёрный крест · f4 чёрный крест · f3 чёрный крест · b2 чёрный король · c2 чёрная пешка · f2 чёрный крест · f1 чёрный крест | a5 чёрный крест · b5 чёрный крест · c5 чёрный крест · d4 чёрный крест · e4 чёрный крест · f4 чёрный крест · f3 чёрный крест · b2 чёрный король · c2 чёрная пешка · f2 чёрный крест · f1 чёрный крест | a5 чёрный крест · b5 чёрный крест · c5 чёрный крест · d4 чёрный крест · e4 чёрный крест · f4 чёрный крест · f3 чёрный крест · b2 чёрный король · c2 чёрная пешка · f2 чёрный крест · f1 чёрный крест | a5 чёрный крест · b5 чёрный крест · c5 чёрный крест · d4 чёрный крест · e4 чёрный крест · f4 чёрный крест · f3 чёрный крест · b2 чёрный король · c2 чёрная пешка · f2 чёрный крест · f1 чёрный крест | a5 чёрный крест · b5 чёрный крест · c5 чёрный крест · d4 чёрный крест · e4 чёрный крест · f4 чёрный крест · f3 чёрный крест · b2 чёрный король · c2 чёрная пешка · f2 чёрный крест · f1 чёрный крест | a5 чёрный крест · b5 чёрный крест · c5 чёрный крест · d4 чёрный крест · e4 чёрный крест · f4 чёрный крест · f3 чёрный крест · b2 чёрный король · c2 чёрная пешка · f2 чёрный крест · f1 чёрный крест | a5 чёрный крест · b5 чёрный крест · c5 чёрный крест · d4 чёрный крест · e4 чёрный крест · f4 чёрный крест · f3 чёрный крест · b2 чёрный король · c2 чёрная пешка · f2 чёрный крест · f1 чёрный крест | a5 чёрный крест · b5 чёрный крест · c5 чёрный крест · d4 чёрный крест · e4 чёрный крест · f4 чёрный крест · f3 чёрный крест · b2 чёрный король · c2 чёрная пешка · f2 чёрный крест · f1 чёрный крест | 6 |
| 5 | a5 чёрный крест · b5 чёрный крест · c5 чёрный крест · d4 чёрный крест · e4 чёрный крест · f4 чёрный крест · f3 чёрный крест · b2 чёрный король · c2 чёрная пешка · f2 чёрный крест · f1 чёрный крест | a5 чёрный крест · b5 чёрный крест · c5 чёрный крест · d4 чёрный крест · e4 чёрный крест · f4 чёрный крест · f3 чёрный крест · b2 чёрный король · c2 чёрная пешка · f2 чёрный крест · f1 чёрный крест | a5 чёрный крест · b5 чёрный крест · c5 чёрный крест · d4 чёрный крест · e4 чёрный крест · f4 чёрный крест · f3 чёрный крест · b2 чёрный король · c2 чёрная пешка · f2 чёрный крест · f1 чёрный крест | a5 чёрный крест · b5 чёрный крест · c5 чёрный крест · d4 чёрный крест · e4 чёрный крест · f4 чёрный крест · f3 чёрный крест · b2 чёрный король · c2 чёрная пешка · f2 чёрный крест · f1 чёрный крест | a5 чёрный крест · b5 чёрный крест · c5 чёрный крест · d4 чёрный крест · e4 чёрный крест · f4 чёрный крест · f3 чёрный крест · b2 чёрный король · c2 чёрная пешка · f2 чёрный крест · f1 чёрный крест | a5 чёрный крест · b5 чёрный крест · c5 чёрный крест · d4 чёрный крест · e4 чёрный крест · f4 чёрный крест · f3 чёрный крест · b2 чёрный король · c2 чёрная пешка · f2 чёрный крест · f1 чёрный крест | a5 чёрный крест · b5 чёрный крест · c5 чёрный крест · d4 чёрный крест · e4 чёрный крест · f4 чёрный крест · f3 чёрный крест · b2 чёрный король · c2 чёрная пешка · f2 чёрный крест · f1 чёрный крест | a5 чёрный крест · b5 чёрный крест · c5 чёрный крест · d4 чёрный крест · e4 чёрный крест · f4 чёрный крест · f3 чёрный крест · b2 чёрный король · c2 чёрная пешка · f2 чёрный крест · f1 чёрный крест | 5 |
| 4 | a5 чёрный крест · b5 чёрный крест · c5 чёрный крест · d4 чёрный крест · e4 чёрный крест · f4 чёрный крест · f3 чёрный крест · b2 чёрный король · c2 чёрная пешка · f2 чёрный крест · f1 чёрный крест | a5 чёрный крест · b5 чёрный крест · c5 чёрный крест · d4 чёрный крест · e4 чёрный крест · f4 чёрный крест · f3 чёрный крест · b2 чёрный король · c2 чёрная пешка · f2 чёрный крест · f1 чёрный крест | a5 чёрный крест · b5 чёрный крест · c5 чёрный крест · d4 чёрный крест · e4 чёрный крест · f4 чёрный крест · f3 чёрный крест · b2 чёрный король · c2 чёрная пешка · f2 чёрный крест · f1 чёрный крест | a5 чёрный крест · b5 чёрный крест · c5 чёрный крест · d4 чёрный крест · e4 чёрный крест · f4 чёрный крест · f3 чёрный крест · b2 чёрный король · c2 чёрная пешка · f2 чёрный крест · f1 чёрный крест | a5 чёрный крест · b5 чёрный крест · c5 чёрный крест · d4 чёрный крест · e4 чёрный крест · f4 чёрный крест · f3 чёрный крест · b2 чёрный король · c2 чёрная пешка · f2 чёрный крест · f1 чёрный крест | a5 чёрный крест · b5 чёрный крест · c5 чёрный крест · d4 чёрный крест · e4 чёрный крест · f4 чёрный крест · f3 чёрный крест · b2 чёрный король · c2 чёрная пешка · f2 чёрный крест · f1 чёрный крест | a5 чёрный крест · b5 чёрный крест · c5 чёрный крест · d4 чёрный крест · e4 чёрный крест · f4 чёрный крест · f3 чёрный крест · b2 чёрный король · c2 чёрная пешка · f2 чёрный крест · f1 чёрный крест | a5 чёрный крест · b5 чёрный крест · c5 чёрный крест · d4 чёрный крест · e4 чёрный крест · f4 чёрный крест · f3 чёрный крест · b2 чёрный король · c2 чёрная пешка · f2 чёрный крест · f1 чёрный крест | 4 |
| 3 | a5 чёрный крест · b5 чёрный крест · c5 чёрный крест · d4 чёрный крест · e4 чёрный крест · f4 чёрный крест · f3 чёрный крест · b2 чёрный король · c2 чёрная пешка · f2 чёрный крест · f1 чёрный крест | a5 чёрный крест · b5 чёрный крест · c5 чёрный крест · d4 чёрный крест · e4 чёрный крест · f4 чёрный крест · f3 чёрный крест · b2 чёрный король · c2 чёрная пешка · f2 чёрный крест · f1 чёрный крест | a5 чёрный крест · b5 чёрный крест · c5 чёрный крест · d4 чёрный крест · e4 чёрный крест · f4 чёрный крест · f3 чёрный крест · b2 чёрный король · c2 чёрная пешка · f2 чёрный крест · f1 чёрный крест | a5 чёрный крест · b5 чёрный крест · c5 чёрный крест · d4 чёрный крест · e4 чёрный крест · f4 чёрный крест · f3 чёрный крест · b2 чёрный король · c2 чёрная пешка · f2 чёрный крест · f1 чёрный крест | a5 чёрный крест · b5 чёрный крест · c5 чёрный крест · d4 чёрный крест · e4 чёрный крест · f4 чёрный крест · f3 чёрный крест · b2 чёрный король · c2 чёрная пешка · f2 чёрный крест · f1 чёрный крест | a5 чёрный крест · b5 чёрный крест · c5 чёрный крест · d4 чёрный крест · e4 чёрный крест · f4 чёрный крест · f3 чёрный крест · b2 чёрный король · c2 чёрная пешка · f2 чёрный крест · f1 чёрный крест | a5 чёрный крест · b5 чёрный крест · c5 чёрный крест · d4 чёрный крест · e4 чёрный крест · f4 чёрный крест · f3 чёрный крест · b2 чёрный король · c2 чёрная пешка · f2 чёрный крест · f1 чёрный крест | a5 чёрный крест · b5 чёрный крест · c5 чёрный крест · d4 чёрный крест · e4 чёрный крест · f4 чёрный крест · f3 чёрный крест · b2 чёрный король · c2 чёрная пешка · f2 чёрный крест · f1 чёрный крест | 3 |
| 2 | a5 чёрный крест · b5 чёрный крест · c5 чёрный крест · d4 чёрный крест · e4 чёрный крест · f4 чёрный крест · f3 чёрный крест · b2 чёрный король · c2 чёрная пешка · f2 чёрный крест · f1 чёрный крест | a5 чёрный крест · b5 чёрный крест · c5 чёрный крест · d4 чёрный крест · e4 чёрный крест · f4 чёрный крест · f3 чёрный крест · b2 чёрный король · c2 чёрная пешка · f2 чёрный крест · f1 чёрный крест | a5 чёрный крест · b5 чёрный крест · c5 чёрный крест · d4 чёрный крест · e4 чёрный крест · f4 чёрный крест · f3 чёрный крест · b2 чёрный король · c2 чёрная пешка · f2 чёрный крест · f1 чёрный крест | a5 чёрный крест · b5 чёрный крест · c5 чёрный крест · d4 чёрный крест · e4 чёрный крест · f4 чёрный крест · f3 чёрный крест · b2 чёрный король · c2 чёрная пешка · f2 чёрный крест · f1 чёрный крест | a5 чёрный крест · b5 чёрный крест · c5 чёрный крест · d4 чёрный крест · e4 чёрный крест · f4 чёрный крест · f3 чёрный крест · b2 чёрный король · c2 чёрная пешка · f2 чёрный крест · f1 чёрный крест | a5 чёрный крест · b5 чёрный крест · c5 чёрный крест · d4 чёрный крест · e4 чёрный крест · f4 чёрный крест · f3 чёрный крест · b2 чёрный король · c2 чёрная пешка · f2 чёрный крест · f1 чёрный крест | a5 чёрный крест · b5 чёрный крест · c5 чёрный крест · d4 чёрный крест · e4 чёрный крест · f4 чёрный крест · f3 чёрный крест · b2 чёрный король · c2 чёрная пешка · f2 чёрный крест · f1 чёрный крест | a5 чёрный крест · b5 чёрный крест · c5 чёрный крест · d4 чёрный крест · e4 чёрный крест · f4 чёрный крест · f3 чёрный крест · b2 чёрный король · c2 чёрная пешка · f2 чёрный крест · f1 чёрный крест | 2 |
| 1 | a5 чёрный крест · b5 чёрный крест · c5 чёрный крест · d4 чёрный крест · e4 чёрный крест · f4 чёрный крест · f3 чёрный крест · b2 чёрный король · c2 чёрная пешка · f2 чёрный крест · f1 чёрный крест | a5 чёрный крест · b5 чёрный крест · c5 чёрный крест · d4 чёрный крест · e4 чёрный крест · f4 чёрный крест · f3 чёрный крест · b2 чёрный король · c2 чёрная пешка · f2 чёрный крест · f1 чёрный крест | a5 чёрный крест · b5 чёрный крест · c5 чёрный крест · d4 чёрный крест · e4 чёрный крест · f4 чёрный крест · f3 чёрный крест · b2 чёрный король · c2 чёрная пешка · f2 чёрный крест · f1 чёрный крест | a5 чёрный крест · b5 чёрный крест · c5 чёрный крест · d4 чёрный крест · e4 чёрный крест · f4 чёрный крест · f3 чёрный крест · b2 чёрный король · c2 чёрная пешка · f2 чёрный крест · f1 чёрный крест | a5 чёрный крест · b5 чёрный крест · c5 чёрный крест · d4 чёрный крест · e4 чёрный крест · f4 чёрный крест · f3 чёрный крест · b2 чёрный король · c2 чёрная пешка · f2 чёрный крест · f1 чёрный крест | a5 чёрный крест · b5 чёрный крест · c5 чёрный крест · d4 чёрный крест · e4 чёрный крест · f4 чёрный крест · f3 чёрный крест · b2 чёрный король · c2 чёрная пешка · f2 чёрный крест · f1 чёрный крест | a5 чёрный крест · b5 чёрный крест · c5 чёрный крест · d4 чёрный крест · e4 чёрный крест · f4 чёрный крест · f3 чёрный крест · b2 чёрный король · c2 чёрная пешка · f2 чёрный крест · f1 чёрный крест | a5 чёрный крест · b5 чёрный крест · c5 чёрный крест · d4 чёрный крест · e4 чёрный крест · f4 чёрный крест · f3 чёрный крест · b2 чёрный король · c2 чёрная пешка · f2 чёрный крест · f1 чёрный крест | 1 |
|   | a | b | c | d | e | f | g | h |   |

Белые выигрывают только при нахождении их короля в очерченной зоне.
Если король чёрных расположен ближе к углу, выигрышная зона значительно сужается.
|   | a                                                                     | b                                                                     | c                                                                     | d                                                                     | e                                                                     | f                                                                     | g                                                                     | h                                                                     |   |
| - | --------------------------------------------------------------------- | --------------------------------------------------------------------- | --------------------------------------------------------------------- | --------------------------------------------------------------------- | --------------------------------------------------------------------- | --------------------------------------------------------------------- | --------------------------------------------------------------------- | --------------------------------------------------------------------- | - |
| 8 | c5 белый ферзь · d5 белый король · c2 чёрная пешка · d2 чёрный король | c5 белый ферзь · d5 белый король · c2 чёрная пешка · d2 чёрный король | c5 белый ферзь · d5 белый король · c2 чёрная пешка · d2 чёрный король | c5 белый ферзь · d5 белый король · c2 чёрная пешка · d2 чёрный король | c5 белый ферзь · d5 белый король · c2 чёрная пешка · d2 чёрный король | c5 белый ферзь · d5 белый король · c2 чёрная пешка · d2 чёрный король | c5 белый ферзь · d5 белый король · c2 чёрная пешка · d2 чёрный король | c5 белый ферзь · d5 белый король · c2 чёрная пешка · d2 чёрный король | 8 |
| 7 | c5 белый ферзь · d5 белый король · c2 чёрная пешка · d2 чёрный король | c5 белый ферзь · d5 белый король · c2 чёрная пешка · d2 чёрный король | c5 белый ферзь · d5 белый король · c2 чёрная пешка · d2 чёрный король | c5 белый ферзь · d5 белый король · c2 чёрная пешка · d2 чёрный король | c5 белый ферзь · d5 белый король · c2 чёрная пешка · d2 чёрный король | c5 белый ферзь · d5 белый король · c2 чёрная пешка · d2 чёрный король | c5 белый ферзь · d5 белый король · c2 чёрная пешка · d2 чёрный король | c5 белый ферзь · d5 белый король · c2 чёрная пешка · d2 чёрный король | 7 |
| 6 | c5 белый ферзь · d5 белый король · c2 чёрная пешка · d2 чёрный король | c5 белый ферзь · d5 белый король · c2 чёрная пешка · d2 чёрный король | c5 белый ферзь · d5 белый король · c2 чёрная пешка · d2 чёрный король | c5 белый ферзь · d5 белый король · c2 чёрная пешка · d2 чёрный король | c5 белый ферзь · d5 белый король · c2 чёрная пешка · d2 чёрный король | c5 белый ферзь · d5 белый король · c2 чёрная пешка · d2 чёрный король | c5 белый ферзь · d5 белый король · c2 чёрная пешка · d2 чёрный король | c5 белый ферзь · d5 белый король · c2 чёрная пешка · d2 чёрный король | 6 |
| 5 | c5 белый ферзь · d5 белый король · c2 чёрная пешка · d2 чёрный король | c5 белый ферзь · d5 белый король · c2 чёрная пешка · d2 чёрный король | c5 белый ферзь · d5 белый король · c2 чёрная пешка · d2 чёрный король | c5 белый ферзь · d5 белый король · c2 чёрная пешка · d2 чёрный король | c5 белый ферзь · d5 белый король · c2 чёрная пешка · d2 чёрный король | c5 белый ферзь · d5 белый король · c2 чёрная пешка · d2 чёрный король | c5 белый ферзь · d5 белый король · c2 чёрная пешка · d2 чёрный король | c5 белый ферзь · d5 белый король · c2 чёрная пешка · d2 чёрный король | 5 |
| 4 | c5 белый ферзь · d5 белый король · c2 чёрная пешка · d2 чёрный король | c5 белый ферзь · d5 белый король · c2 чёрная пешка · d2 чёрный король | c5 белый ферзь · d5 белый король · c2 чёрная пешка · d2 чёрный король | c5 белый ферзь · d5 белый король · c2 чёрная пешка · d2 чёрный король | c5 белый ферзь · d5 белый король · c2 чёрная пешка · d2 чёрный король | c5 белый ферзь · d5 белый король · c2 чёрная пешка · d2 чёрный король | c5 белый ферзь · d5 белый король · c2 чёрная пешка · d2 чёрный король | c5 белый ферзь · d5 белый король · c2 чёрная пешка · d2 чёрный король | 4 |
| 3 | c5 белый ферзь · d5 белый король · c2 чёрная пешка · d2 чёрный король | c5 белый ферзь · d5 белый король · c2 чёрная пешка · d2 чёрный король | c5 белый ферзь · d5 белый король · c2 чёрная пешка · d2 чёрный король | c5 белый ферзь · d5 белый король · c2 чёрная пешка · d2 чёрный король | c5 белый ферзь · d5 белый король · c2 чёрная пешка · d2 чёрный король | c5 белый ферзь · d5 белый король · c2 чёрная пешка · d2 чёрный король | c5 белый ферзь · d5 белый король · c2 чёрная пешка · d2 чёрный король | c5 белый ферзь · d5 белый король · c2 чёрная пешка · d2 чёрный король | 3 |
| 2 | c5 белый ферзь · d5 белый король · c2 чёрная пешка · d2 чёрный король | c5 белый ферзь · d5 белый король · c2 чёрная пешка · d2 чёрный король | c5 белый ферзь · d5 белый король · c2 чёрная пешка · d2 чёрный король | c5 белый ферзь · d5 белый король · c2 чёрная пешка · d2 чёрный король | c5 белый ферзь · d5 белый король · c2 чёрная пешка · d2 чёрный король | c5 белый ферзь · d5 белый король · c2 чёрная пешка · d2 чёрный король | c5 белый ферзь · d5 белый король · c2 чёрная пешка · d2 чёрный король | c5 белый ферзь · d5 белый король · c2 чёрная пешка · d2 чёрный король | 2 |
| 1 | c5 белый ферзь · d5 белый король · c2 чёрная пешка · d2 чёрный король | c5 белый ферзь · d5 белый король · c2 чёрная пешка · d2 чёрный король | c5 белый ферзь · d5 белый король · c2 чёрная пешка · d2 чёрный король | c5 белый ферзь · d5 белый король · c2 чёрная пешка · d2 чёрный король | c5 белый ферзь · d5 белый король · c2 чёрная пешка · d2 чёрный король | c5 белый ферзь · d5 белый король · c2 чёрная пешка · d2 чёрный король | c5 белый ферзь · d5 белый король · c2 чёрная пешка · d2 чёрный король | c5 белый ферзь · d5 белый король · c2 чёрная пешка · d2 чёрный король | 1 |
|   | a                                                                     | b                                                                     | c                                                                     | d                                                                     | e                                                                     | f                                                                     | g                                                                     | h                                                                     |   |

|   | a                                                                     | b                                                                     | c                                                                     | d                                                                     | e                                                                     | f                                                                     | g                                                                     | h                                                                     |   |
| - | --------------------------------------------------------------------- | --------------------------------------------------------------------- | --------------------------------------------------------------------- | --------------------------------------------------------------------- | --------------------------------------------------------------------- | --------------------------------------------------------------------- | --------------------------------------------------------------------- | --------------------------------------------------------------------- | - |
| 8 | c5 белый ферзь · b4 белый король · b2 чёрный король · c2 чёрная пешка | c5 белый ферзь · b4 белый король · b2 чёрный король · c2 чёрная пешка | c5 белый ферзь · b4 белый король · b2 чёрный король · c2 чёрная пешка | c5 белый ферзь · b4 белый король · b2 чёрный король · c2 чёрная пешка | c5 белый ферзь · b4 белый король · b2 чёрный король · c2 чёрная пешка | c5 белый ферзь · b4 белый король · b2 чёрный король · c2 чёрная пешка | c5 белый ферзь · b4 белый король · b2 чёрный король · c2 чёрная пешка | c5 белый ферзь · b4 белый король · b2 чёрный король · c2 чёрная пешка | 8 |
| 7 | c5 белый ферзь · b4 белый король · b2 чёрный король · c2 чёрная пешка | c5 белый ферзь · b4 белый король · b2 чёрный король · c2 чёрная пешка | c5 белый ферзь · b4 белый король · b2 чёрный король · c2 чёрная пешка | c5 белый ферзь · b4 белый король · b2 чёрный король · c2 чёрная пешка | c5 белый ферзь · b4 белый король · b2 чёрный король · c2 чёрная пешка | c5 белый ферзь · b4 белый король · b2 чёрный король · c2 чёрная пешка | c5 белый ферзь · b4 белый король · b2 чёрный король · c2 чёрная пешка | c5 белый ферзь · b4 белый король · b2 чёрный король · c2 чёрная пешка | 7 |
| 6 | c5 белый ферзь · b4 белый король · b2 чёрный король · c2 чёрная пешка | c5 белый ферзь · b4 белый король · b2 чёрный король · c2 чёрная пешка | c5 белый ферзь · b4 белый король · b2 чёрный король · c2 чёрная пешка | c5 белый ферзь · b4 белый король · b2 чёрный король · c2 чёрная пешка | c5 белый ферзь · b4 белый король · b2 чёрный король · c2 чёрная пешка | c5 белый ферзь · b4 белый король · b2 чёрный король · c2 чёрная пешка | c5 белый ферзь · b4 белый король · b2 чёрный король · c2 чёрная пешка | c5 белый ферзь · b4 белый король · b2 чёрный король · c2 чёрная пешка | 6 |
| 5 | c5 белый ферзь · b4 белый король · b2 чёрный король · c2 чёрная пешка | c5 белый ферзь · b4 белый король · b2 чёрный король · c2 чёрная пешка | c5 белый ферзь · b4 белый король · b2 чёрный король · c2 чёрная пешка | c5 белый ферзь · b4 белый король · b2 чёрный король · c2 чёрная пешка | c5 белый ферзь · b4 белый король · b2 чёрный король · c2 чёрная пешка | c5 белый ферзь · b4 белый король · b2 чёрный король · c2 чёрная пешка | c5 белый ферзь · b4 белый король · b2 чёрный король · c2 чёрная пешка | c5 белый ферзь · b4 белый король · b2 чёрный король · c2 чёрная пешка | 5 |
| 4 | c5 белый ферзь · b4 белый король · b2 чёрный король · c2 чёрная пешка | c5 белый ферзь · b4 белый король · b2 чёрный король · c2 чёрная пешка | c5 белый ферзь · b4 белый король · b2 чёрный король · c2 чёрная пешка | c5 белый ферзь · b4 белый король · b2 чёрный король · c2 чёрная пешка | c5 белый ферзь · b4 белый король · b2 чёрный король · c2 чёрная пешка | c5 белый ферзь · b4 белый король · b2 чёрный король · c2 чёрная пешка | c5 белый ферзь · b4 белый король · b2 чёрный король · c2 чёрная пешка | c5 белый ферзь · b4 белый король · b2 чёрный король · c2 чёрная пешка | 4 |
| 3 | c5 белый ферзь · b4 белый король · b2 чёрный король · c2 чёрная пешка | c5 белый ферзь · b4 белый король · b2 чёрный король · c2 чёрная пешка | c5 белый ферзь · b4 белый король · b2 чёрный король · c2 чёрная пешка | c5 белый ферзь · b4 белый король · b2 чёрный король · c2 чёрная пешка | c5 белый ферзь · b4 белый король · b2 чёрный король · c2 чёрная пешка | c5 белый ферзь · b4 белый король · b2 чёрный король · c2 чёрная пешка | c5 белый ферзь · b4 белый король · b2 чёрный король · c2 чёрная пешка | c5 белый ферзь · b4 белый король · b2 чёрный король · c2 чёрная пешка | 3 |
| 2 | c5 белый ферзь · b4 белый король · b2 чёрный король · c2 чёрная пешка | c5 белый ферзь · b4 белый король · b2 чёрный король · c2 чёрная пешка | c5 белый ферзь · b4 белый король · b2 чёрный король · c2 чёрная пешка | c5 белый ферзь · b4 белый король · b2 чёрный король · c2 чёрная пешка | c5 белый ферзь · b4 белый король · b2 чёрный король · c2 чёрная пешка | c5 белый ферзь · b4 белый король · b2 чёрный король · c2 чёрная пешка | c5 белый ферзь · b4 белый король · b2 чёрный король · c2 чёрная пешка | c5 белый ферзь · b4 белый король · b2 чёрный король · c2 чёрная пешка | 2 |
| 1 | c5 белый ферзь · b4 белый король · b2 чёрный король · c2 чёрная пешка | c5 белый ферзь · b4 белый король · b2 чёрный король · c2 чёрная пешка | c5 белый ферзь · b4 белый король · b2 чёрный король · c2 чёрная пешка | c5 белый ферзь · b4 белый король · b2 чёрный король · c2 чёрная пешка | c5 белый ферзь · b4 белый король · b2 чёрный король · c2 чёрная пешка | c5 белый ферзь · b4 белый король · b2 чёрный король · c2 чёрная пешка | c5 белый ферзь · b4 белый король · b2 чёрный король · c2 чёрная пешка | c5 белый ферзь · b4 белый король · b2 чёрный король · c2 чёрная пешка | 1 |
|   | a                                                                     | b                                                                     | c                                                                     | d                                                                     | e                                                                     | f                                                                     | g                                                                     | h                                                                     |   |

Пример 6: 1.Фd4+ Кре2 2.Фс3 Kpd1 3.Фd3+ Kpc1 4.Крс4 Крb2 5.Фd2! Крb1 6.Крb3 c1Ф 7.Фа2#
Пример 7: 1.Фc3+ Крb1 2.Крb3 c1Ф 3.Фd3+ Крa1 4.Фa6+ и 5.Фа2
|   | a                                                                     | b                                                                     | c                                                                     | d                                                                     | e                                                                     | f                                                                     | g                                                                     | h                                                                     |   |
| - | --------------------------------------------------------------------- | --------------------------------------------------------------------- | --------------------------------------------------------------------- | --------------------------------------------------------------------- | --------------------------------------------------------------------- | --------------------------------------------------------------------- | --------------------------------------------------------------------- | --------------------------------------------------------------------- | - |
| 8 | c5 белый ферзь · e5 белый король · c2 чёрная пешка · d2 чёрный король | c5 белый ферзь · e5 белый король · c2 чёрная пешка · d2 чёрный король | c5 белый ферзь · e5 белый король · c2 чёрная пешка · d2 чёрный король | c5 белый ферзь · e5 белый король · c2 чёрная пешка · d2 чёрный король | c5 белый ферзь · e5 белый король · c2 чёрная пешка · d2 чёрный король | c5 белый ферзь · e5 белый король · c2 чёрная пешка · d2 чёрный король | c5 белый ферзь · e5 белый король · c2 чёрная пешка · d2 чёрный король | c5 белый ферзь · e5 белый король · c2 чёрная пешка · d2 чёрный король | 8 |
| 7 | c5 белый ферзь · e5 белый король · c2 чёрная пешка · d2 чёрный король | c5 белый ферзь · e5 белый король · c2 чёрная пешка · d2 чёрный король | c5 белый ферзь · e5 белый король · c2 чёрная пешка · d2 чёрный король | c5 белый ферзь · e5 белый король · c2 чёрная пешка · d2 чёрный король | c5 белый ферзь · e5 белый король · c2 чёрная пешка · d2 чёрный король | c5 белый ферзь · e5 белый король · c2 чёрная пешка · d2 чёрный король | c5 белый ферзь · e5 белый король · c2 чёрная пешка · d2 чёрный король | c5 белый ферзь · e5 белый король · c2 чёрная пешка · d2 чёрный король | 7 |
| 6 | c5 белый ферзь · e5 белый король · c2 чёрная пешка · d2 чёрный король | c5 белый ферзь · e5 белый король · c2 чёрная пешка · d2 чёрный король | c5 белый ферзь · e5 белый король · c2 чёрная пешка · d2 чёрный король | c5 белый ферзь · e5 белый король · c2 чёрная пешка · d2 чёрный король | c5 белый ферзь · e5 белый король · c2 чёрная пешка · d2 чёрный король | c5 белый ферзь · e5 белый король · c2 чёрная пешка · d2 чёрный король | c5 белый ферзь · e5 белый король · c2 чёрная пешка · d2 чёрный король | c5 белый ферзь · e5 белый король · c2 чёрная пешка · d2 чёрный король | 6 |
| 5 | c5 белый ферзь · e5 белый король · c2 чёрная пешка · d2 чёрный король | c5 белый ферзь · e5 белый король · c2 чёрная пешка · d2 чёрный король | c5 белый ферзь · e5 белый король · c2 чёрная пешка · d2 чёрный король | c5 белый ферзь · e5 белый король · c2 чёрная пешка · d2 чёрный король | c5 белый ферзь · e5 белый король · c2 чёрная пешка · d2 чёрный король | c5 белый ферзь · e5 белый король · c2 чёрная пешка · d2 чёрный король | c5 белый ферзь · e5 белый король · c2 чёрная пешка · d2 чёрный король | c5 белый ферзь · e5 белый король · c2 чёрная пешка · d2 чёрный король | 5 |
| 4 | c5 белый ферзь · e5 белый король · c2 чёрная пешка · d2 чёрный король | c5 белый ферзь · e5 белый король · c2 чёрная пешка · d2 чёрный король | c5 белый ферзь · e5 белый король · c2 чёрная пешка · d2 чёрный король | c5 белый ферзь · e5 белый король · c2 чёрная пешка · d2 чёрный король | c5 белый ферзь · e5 белый король · c2 чёрная пешка · d2 чёрный король | c5 белый ферзь · e5 белый король · c2 чёрная пешка · d2 чёрный король | c5 белый ферзь · e5 белый король · c2 чёрная пешка · d2 чёрный король | c5 белый ферзь · e5 белый король · c2 чёрная пешка · d2 чёрный король | 4 |
| 3 | c5 белый ферзь · e5 белый король · c2 чёрная пешка · d2 чёрный король | c5 белый ферзь · e5 белый король · c2 чёрная пешка · d2 чёрный король | c5 белый ферзь · e5 белый король · c2 чёрная пешка · d2 чёрный король | c5 белый ферзь · e5 белый король · c2 чёрная пешка · d2 чёрный король | c5 белый ферзь · e5 белый король · c2 чёрная пешка · d2 чёрный король | c5 белый ферзь · e5 белый король · c2 чёрная пешка · d2 чёрный король | c5 белый ферзь · e5 белый король · c2 чёрная пешка · d2 чёрный король | c5 белый ферзь · e5 белый король · c2 чёрная пешка · d2 чёрный король | 3 |
| 2 | c5 белый ферзь · e5 белый король · c2 чёрная пешка · d2 чёрный король | c5 белый ферзь · e5 белый король · c2 чёрная пешка · d2 чёрный король | c5 белый ферзь · e5 белый король · c2 чёрная пешка · d2 чёрный король | c5 белый ферзь · e5 белый король · c2 чёрная пешка · d2 чёрный король | c5 белый ферзь · e5 белый король · c2 чёрная пешка · d2 чёрный король | c5 белый ферзь · e5 белый король · c2 чёрная пешка · d2 чёрный король | c5 белый ферзь · e5 белый король · c2 чёрная пешка · d2 чёрный король | c5 белый ферзь · e5 белый король · c2 чёрная пешка · d2 чёрный король | 2 |
| 1 | c5 белый ферзь · e5 белый король · c2 чёрная пешка · d2 чёрный король | c5 белый ферзь · e5 белый король · c2 чёрная пешка · d2 чёрный король | c5 белый ферзь · e5 белый король · c2 чёрная пешка · d2 чёрный король | c5 белый ферзь · e5 белый король · c2 чёрная пешка · d2 чёрный король | c5 белый ферзь · e5 белый король · c2 чёрная пешка · d2 чёрный король | c5 белый ферзь · e5 белый король · c2 чёрная пешка · d2 чёрный король | c5 белый ферзь · e5 белый король · c2 чёрная пешка · d2 чёрный король | c5 белый ферзь · e5 белый король · c2 чёрная пешка · d2 чёрный король | 1 |
|   | a                                                                     | b                                                                     | c                                                                     | d                                                                     | e                                                                     | f                                                                     | g                                                                     | h                                                                     |   |

|   | a                                                                     | b                                                                     | c                                                                     | d                                                                     | e                                                                     | f                                                                     | g                                                                     | h                                                                     |   |
| - | --------------------------------------------------------------------- | --------------------------------------------------------------------- | --------------------------------------------------------------------- | --------------------------------------------------------------------- | --------------------------------------------------------------------- | --------------------------------------------------------------------- | --------------------------------------------------------------------- | --------------------------------------------------------------------- | - |
| 8 | c5 белый ферзь · d5 белый король · b2 чёрный король · c2 чёрная пешка | c5 белый ферзь · d5 белый король · b2 чёрный король · c2 чёрная пешка | c5 белый ферзь · d5 белый король · b2 чёрный король · c2 чёрная пешка | c5 белый ферзь · d5 белый король · b2 чёрный король · c2 чёрная пешка | c5 белый ферзь · d5 белый король · b2 чёрный король · c2 чёрная пешка | c5 белый ферзь · d5 белый король · b2 чёрный король · c2 чёрная пешка | c5 белый ферзь · d5 белый король · b2 чёрный король · c2 чёрная пешка | c5 белый ферзь · d5 белый король · b2 чёрный король · c2 чёрная пешка | 8 |
| 7 | c5 белый ферзь · d5 белый король · b2 чёрный король · c2 чёрная пешка | c5 белый ферзь · d5 белый король · b2 чёрный король · c2 чёрная пешка | c5 белый ферзь · d5 белый король · b2 чёрный король · c2 чёрная пешка | c5 белый ферзь · d5 белый король · b2 чёрный король · c2 чёрная пешка | c5 белый ферзь · d5 белый король · b2 чёрный король · c2 чёрная пешка | c5 белый ферзь · d5 белый король · b2 чёрный король · c2 чёрная пешка | c5 белый ферзь · d5 белый король · b2 чёрный король · c2 чёрная пешка | c5 белый ферзь · d5 белый король · b2 чёрный король · c2 чёрная пешка | 7 |
| 6 | c5 белый ферзь · d5 белый король · b2 чёрный король · c2 чёрная пешка | c5 белый ферзь · d5 белый король · b2 чёрный король · c2 чёрная пешка | c5 белый ферзь · d5 белый король · b2 чёрный король · c2 чёрная пешка | c5 белый ферзь · d5 белый король · b2 чёрный король · c2 чёрная пешка | c5 белый ферзь · d5 белый король · b2 чёрный король · c2 чёрная пешка | c5 белый ферзь · d5 белый король · b2 чёрный король · c2 чёрная пешка | c5 белый ферзь · d5 белый король · b2 чёрный король · c2 чёрная пешка | c5 белый ферзь · d5 белый король · b2 чёрный король · c2 чёрная пешка | 6 |
| 5 | c5 белый ферзь · d5 белый король · b2 чёрный король · c2 чёрная пешка | c5 белый ферзь · d5 белый король · b2 чёрный король · c2 чёрная пешка | c5 белый ферзь · d5 белый король · b2 чёрный король · c2 чёрная пешка | c5 белый ферзь · d5 белый король · b2 чёрный король · c2 чёрная пешка | c5 белый ферзь · d5 белый король · b2 чёрный король · c2 чёрная пешка | c5 белый ферзь · d5 белый король · b2 чёрный король · c2 чёрная пешка | c5 белый ферзь · d5 белый король · b2 чёрный король · c2 чёрная пешка | c5 белый ферзь · d5 белый король · b2 чёрный король · c2 чёрная пешка | 5 |
| 4 | c5 белый ферзь · d5 белый король · b2 чёрный король · c2 чёрная пешка | c5 белый ферзь · d5 белый король · b2 чёрный король · c2 чёрная пешка | c5 белый ферзь · d5 белый король · b2 чёрный король · c2 чёрная пешка | c5 белый ферзь · d5 белый король · b2 чёрный король · c2 чёрная пешка | c5 белый ферзь · d5 белый король · b2 чёрный король · c2 чёрная пешка | c5 белый ферзь · d5 белый король · b2 чёрный король · c2 чёрная пешка | c5 белый ферзь · d5 белый король · b2 чёрный король · c2 чёрная пешка | c5 белый ферзь · d5 белый король · b2 чёрный король · c2 чёрная пешка | 4 |
| 3 | c5 белый ферзь · d5 белый король · b2 чёрный король · c2 чёрная пешка | c5 белый ферзь · d5 белый король · b2 чёрный король · c2 чёрная пешка | c5 белый ферзь · d5 белый король · b2 чёрный король · c2 чёрная пешка | c5 белый ферзь · d5 белый король · b2 чёрный король · c2 чёрная пешка | c5 белый ферзь · d5 белый король · b2 чёрный король · c2 чёрная пешка | c5 белый ферзь · d5 белый король · b2 чёрный король · c2 чёрная пешка | c5 белый ферзь · d5 белый король · b2 чёрный король · c2 чёрная пешка | c5 белый ферзь · d5 белый король · b2 чёрный король · c2 чёрная пешка | 3 |
| 2 | c5 белый ферзь · d5 белый король · b2 чёрный король · c2 чёрная пешка | c5 белый ферзь · d5 белый король · b2 чёрный король · c2 чёрная пешка | c5 белый ферзь · d5 белый король · b2 чёрный король · c2 чёрная пешка | c5 белый ферзь · d5 белый король · b2 чёрный король · c2 чёрная пешка | c5 белый ферзь · d5 белый король · b2 чёрный король · c2 чёрная пешка | c5 белый ферзь · d5 белый король · b2 чёрный король · c2 чёрная пешка | c5 белый ферзь · d5 белый король · b2 чёрный король · c2 чёрная пешка | c5 белый ферзь · d5 белый король · b2 чёрный король · c2 чёрная пешка | 2 |
| 1 | c5 белый ферзь · d5 белый король · b2 чёрный король · c2 чёрная пешка | c5 белый ферзь · d5 белый король · b2 чёрный король · c2 чёрная пешка | c5 белый ферзь · d5 белый король · b2 чёрный король · c2 чёрная пешка | c5 белый ферзь · d5 белый король · b2 чёрный король · c2 чёрная пешка | c5 белый ферзь · d5 белый король · b2 чёрный король · c2 чёрная пешка | c5 белый ферзь · d5 белый король · b2 чёрный король · c2 чёрная пешка | c5 белый ферзь · d5 белый король · b2 чёрный король · c2 чёрная пешка | c5 белый ферзь · d5 белый король · b2 чёрный король · c2 чёрная пешка | 1 |
|   | a                                                                     | b                                                                     | c                                                                     | d                                                                     | e                                                                     | f                                                                     | g                                                                     | h                                                                     |   |

Пример 8: При расположении белого короля вне зоны, например на е5, чёрные спасаются: 1.Фd4+ Кре2 2.Фс3 Kpd1 3.Фd3+ Kpc1 4.Kpd4 Kpb2 5.Фd2 Крb1! или 5.Фе2 Kpa1!
Пример 9: 1.Фb4+ Крa2 2.Фc3 Крb1 3.Фb3+ Крa1! и ничья.
|   | a                                                                     | b                                                                     | c                                                                     | d                                                                     | e                                                                     | f                                                                     | g                                                                     | h                                                                     |   |
| - | --------------------------------------------------------------------- | --------------------------------------------------------------------- | --------------------------------------------------------------------- | --------------------------------------------------------------------- | --------------------------------------------------------------------- | --------------------------------------------------------------------- | --------------------------------------------------------------------- | --------------------------------------------------------------------- | - |
| 8 | c5 белый ферзь · e5 белый король · d3 чёрный король · c2 чёрная пешка | c5 белый ферзь · e5 белый король · d3 чёрный король · c2 чёрная пешка | c5 белый ферзь · e5 белый король · d3 чёрный король · c2 чёрная пешка | c5 белый ферзь · e5 белый король · d3 чёрный король · c2 чёрная пешка | c5 белый ферзь · e5 белый король · d3 чёрный король · c2 чёрная пешка | c5 белый ферзь · e5 белый король · d3 чёрный король · c2 чёрная пешка | c5 белый ферзь · e5 белый король · d3 чёрный король · c2 чёрная пешка | c5 белый ферзь · e5 белый король · d3 чёрный король · c2 чёрная пешка | 8 |
| 7 | c5 белый ферзь · e5 белый король · d3 чёрный король · c2 чёрная пешка | c5 белый ферзь · e5 белый король · d3 чёрный король · c2 чёрная пешка | c5 белый ферзь · e5 белый король · d3 чёрный король · c2 чёрная пешка | c5 белый ферзь · e5 белый король · d3 чёрный король · c2 чёрная пешка | c5 белый ферзь · e5 белый король · d3 чёрный король · c2 чёрная пешка | c5 белый ферзь · e5 белый король · d3 чёрный король · c2 чёрная пешка | c5 белый ферзь · e5 белый король · d3 чёрный король · c2 чёрная пешка | c5 белый ферзь · e5 белый король · d3 чёрный король · c2 чёрная пешка | 7 |
| 6 | c5 белый ферзь · e5 белый король · d3 чёрный король · c2 чёрная пешка | c5 белый ферзь · e5 белый король · d3 чёрный король · c2 чёрная пешка | c5 белый ферзь · e5 белый король · d3 чёрный король · c2 чёрная пешка | c5 белый ферзь · e5 белый король · d3 чёрный король · c2 чёрная пешка | c5 белый ферзь · e5 белый король · d3 чёрный король · c2 чёрная пешка | c5 белый ферзь · e5 белый король · d3 чёрный король · c2 чёрная пешка | c5 белый ферзь · e5 белый король · d3 чёрный король · c2 чёрная пешка | c5 белый ферзь · e5 белый король · d3 чёрный король · c2 чёрная пешка | 6 |
| 5 | c5 белый ферзь · e5 белый король · d3 чёрный король · c2 чёрная пешка | c5 белый ферзь · e5 белый король · d3 чёрный король · c2 чёрная пешка | c5 белый ферзь · e5 белый король · d3 чёрный король · c2 чёрная пешка | c5 белый ферзь · e5 белый король · d3 чёрный король · c2 чёрная пешка | c5 белый ферзь · e5 белый король · d3 чёрный король · c2 чёрная пешка | c5 белый ферзь · e5 белый король · d3 чёрный король · c2 чёрная пешка | c5 белый ферзь · e5 белый король · d3 чёрный король · c2 чёрная пешка | c5 белый ферзь · e5 белый король · d3 чёрный король · c2 чёрная пешка | 5 |
| 4 | c5 белый ферзь · e5 белый король · d3 чёрный король · c2 чёрная пешка | c5 белый ферзь · e5 белый король · d3 чёрный король · c2 чёрная пешка | c5 белый ферзь · e5 белый король · d3 чёрный король · c2 чёрная пешка | c5 белый ферзь · e5 белый король · d3 чёрный король · c2 чёрная пешка | c5 белый ферзь · e5 белый король · d3 чёрный король · c2 чёрная пешка | c5 белый ферзь · e5 белый король · d3 чёрный король · c2 чёрная пешка | c5 белый ферзь · e5 белый король · d3 чёрный король · c2 чёрная пешка | c5 белый ферзь · e5 белый король · d3 чёрный король · c2 чёрная пешка | 4 |
| 3 | c5 белый ферзь · e5 белый король · d3 чёрный король · c2 чёрная пешка | c5 белый ферзь · e5 белый король · d3 чёрный король · c2 чёрная пешка | c5 белый ферзь · e5 белый король · d3 чёрный король · c2 чёрная пешка | c5 белый ферзь · e5 белый король · d3 чёрный король · c2 чёрная пешка | c5 белый ферзь · e5 белый король · d3 чёрный король · c2 чёрная пешка | c5 белый ферзь · e5 белый король · d3 чёрный король · c2 чёрная пешка | c5 белый ферзь · e5 белый король · d3 чёрный король · c2 чёрная пешка | c5 белый ферзь · e5 белый король · d3 чёрный король · c2 чёрная пешка | 3 |
| 2 | c5 белый ферзь · e5 белый король · d3 чёрный король · c2 чёрная пешка | c5 белый ферзь · e5 белый король · d3 чёрный король · c2 чёрная пешка | c5 белый ферзь · e5 белый король · d3 чёрный король · c2 чёрная пешка | c5 белый ферзь · e5 белый король · d3 чёрный король · c2 чёрная пешка | c5 белый ферзь · e5 белый король · d3 чёрный король · c2 чёрная пешка | c5 белый ферзь · e5 белый король · d3 чёрный король · c2 чёрная пешка | c5 белый ферзь · e5 белый король · d3 чёрный король · c2 чёрная пешка | c5 белый ферзь · e5 белый король · d3 чёрный король · c2 чёрная пешка | 2 |
| 1 | c5 белый ферзь · e5 белый король · d3 чёрный король · c2 чёрная пешка | c5 белый ферзь · e5 белый король · d3 чёрный король · c2 чёрная пешка | c5 белый ферзь · e5 белый король · d3 чёрный король · c2 чёрная пешка | c5 белый ферзь · e5 белый король · d3 чёрный король · c2 чёрная пешка | c5 белый ферзь · e5 белый король · d3 чёрный король · c2 чёрная пешка | c5 белый ферзь · e5 белый король · d3 чёрный король · c2 чёрная пешка | c5 белый ферзь · e5 белый король · d3 чёрный король · c2 чёрная пешка | c5 белый ферзь · e5 белый король · d3 чёрный король · c2 чёрная пешка | 1 |
|   | a                                                                     | b                                                                     | c                                                                     | d                                                                     | e                                                                     | f                                                                     | g                                                                     | h                                                                     |   |

Пример 10: 1.Фd5+ Крe3 (1. … Крc3 2.Фd4+ Крb3 3.Фa1) 2.Фb3+ Крd2 3.Фa2! Крd1 (3. … Крd3 4.Фb2 Крd2 5.Крd4 с выигрышем) 4.Крd4! c1Ф 5.Крd3 и белые выигрывают.
|   | a                                                                     | b                                                                     | c                                                                     | d                                                                     | e                                                                     | f                                                                     | g                                                                     | h                                                                     |   |
| - | --------------------------------------------------------------------- | --------------------------------------------------------------------- | --------------------------------------------------------------------- | --------------------------------------------------------------------- | --------------------------------------------------------------------- | --------------------------------------------------------------------- | --------------------------------------------------------------------- | --------------------------------------------------------------------- | - |
| 8 | g7 белый король · h7 белый ферзь · c3 чёрная пешка · a1 чёрный король | g7 белый король · h7 белый ферзь · c3 чёрная пешка · a1 чёрный король | g7 белый король · h7 белый ферзь · c3 чёрная пешка · a1 чёрный король | g7 белый король · h7 белый ферзь · c3 чёрная пешка · a1 чёрный король | g7 белый король · h7 белый ферзь · c3 чёрная пешка · a1 чёрный король | g7 белый король · h7 белый ферзь · c3 чёрная пешка · a1 чёрный король | g7 белый король · h7 белый ферзь · c3 чёрная пешка · a1 чёрный король | g7 белый король · h7 белый ферзь · c3 чёрная пешка · a1 чёрный король | 8 |
| 7 | g7 белый король · h7 белый ферзь · c3 чёрная пешка · a1 чёрный король | g7 белый король · h7 белый ферзь · c3 чёрная пешка · a1 чёрный король | g7 белый король · h7 белый ферзь · c3 чёрная пешка · a1 чёрный король | g7 белый король · h7 белый ферзь · c3 чёрная пешка · a1 чёрный король | g7 белый король · h7 белый ферзь · c3 чёрная пешка · a1 чёрный король | g7 белый король · h7 белый ферзь · c3 чёрная пешка · a1 чёрный король | g7 белый король · h7 белый ферзь · c3 чёрная пешка · a1 чёрный король | g7 белый король · h7 белый ферзь · c3 чёрная пешка · a1 чёрный король | 7 |
| 6 | g7 белый король · h7 белый ферзь · c3 чёрная пешка · a1 чёрный король | g7 белый король · h7 белый ферзь · c3 чёрная пешка · a1 чёрный король | g7 белый король · h7 белый ферзь · c3 чёрная пешка · a1 чёрный король | g7 белый король · h7 белый ферзь · c3 чёрная пешка · a1 чёрный король | g7 белый король · h7 белый ферзь · c3 чёрная пешка · a1 чёрный король | g7 белый король · h7 белый ферзь · c3 чёрная пешка · a1 чёрный король | g7 белый король · h7 белый ферзь · c3 чёрная пешка · a1 чёрный король | g7 белый король · h7 белый ферзь · c3 чёрная пешка · a1 чёрный король | 6 |
| 5 | g7 белый король · h7 белый ферзь · c3 чёрная пешка · a1 чёрный король | g7 белый король · h7 белый ферзь · c3 чёрная пешка · a1 чёрный король | g7 белый король · h7 белый ферзь · c3 чёрная пешка · a1 чёрный король | g7 белый король · h7 белый ферзь · c3 чёрная пешка · a1 чёрный король | g7 белый король · h7 белый ферзь · c3 чёрная пешка · a1 чёрный король | g7 белый король · h7 белый ферзь · c3 чёрная пешка · a1 чёрный король | g7 белый король · h7 белый ферзь · c3 чёрная пешка · a1 чёрный король | g7 белый король · h7 белый ферзь · c3 чёрная пешка · a1 чёрный король | 5 |
| 4 | g7 белый король · h7 белый ферзь · c3 чёрная пешка · a1 чёрный король | g7 белый король · h7 белый ферзь · c3 чёрная пешка · a1 чёрный король | g7 белый король · h7 белый ферзь · c3 чёрная пешка · a1 чёрный король | g7 белый король · h7 белый ферзь · c3 чёрная пешка · a1 чёрный король | g7 белый король · h7 белый ферзь · c3 чёрная пешка · a1 чёрный король | g7 белый король · h7 белый ферзь · c3 чёрная пешка · a1 чёрный король | g7 белый король · h7 белый ферзь · c3 чёрная пешка · a1 чёрный король | g7 белый король · h7 белый ферзь · c3 чёрная пешка · a1 чёрный король | 4 |
| 3 | g7 белый король · h7 белый ферзь · c3 чёрная пешка · a1 чёрный король | g7 белый король · h7 белый ферзь · c3 чёрная пешка · a1 чёрный король | g7 белый король · h7 белый ферзь · c3 чёрная пешка · a1 чёрный король | g7 белый король · h7 белый ферзь · c3 чёрная пешка · a1 чёрный король | g7 белый король · h7 белый ферзь · c3 чёрная пешка · a1 чёрный король | g7 белый король · h7 белый ферзь · c3 чёрная пешка · a1 чёрный король | g7 белый король · h7 белый ферзь · c3 чёрная пешка · a1 чёрный король | g7 белый король · h7 белый ферзь · c3 чёрная пешка · a1 чёрный король | 3 |
| 2 | g7 белый король · h7 белый ферзь · c3 чёрная пешка · a1 чёрный король | g7 белый король · h7 белый ферзь · c3 чёрная пешка · a1 чёрный король | g7 белый король · h7 белый ферзь · c3 чёрная пешка · a1 чёрный король | g7 белый король · h7 белый ферзь · c3 чёрная пешка · a1 чёрный король | g7 белый король · h7 белый ферзь · c3 чёрная пешка · a1 чёрный король | g7 белый король · h7 белый ферзь · c3 чёрная пешка · a1 чёрный король | g7 белый король · h7 белый ферзь · c3 чёрная пешка · a1 чёрный король | g7 белый король · h7 белый ферзь · c3 чёрная пешка · a1 чёрный король | 2 |
| 1 | g7 белый король · h7 белый ферзь · c3 чёрная пешка · a1 чёрный король | g7 белый король · h7 белый ферзь · c3 чёрная пешка · a1 чёрный король | g7 белый король · h7 белый ферзь · c3 чёрная пешка · a1 чёрный король | g7 белый король · h7 белый ферзь · c3 чёрная пешка · a1 чёрный король | g7 белый король · h7 белый ферзь · c3 чёрная пешка · a1 чёрный король | g7 белый король · h7 белый ферзь · c3 чёрная пешка · a1 чёрный король | g7 белый король · h7 белый ферзь · c3 чёрная пешка · a1 чёрный король | g7 белый король · h7 белый ферзь · c3 чёрная пешка · a1 чёрный король | 1 |
|   | a                                                                     | b                                                                     | c                                                                     | d                                                                     | e                                                                     | f                                                                     | g                                                                     | h                                                                     |   |

При пешке на 3-й горизонтали задача белых значительно проще. Лишь в исключительных случаях от них требуется точная игра.
Пример 11: Неудачнее положение короля белых, сковывающее действия ферзя, заставляет их быть осторожными. Ничего не дает 1.Фh1+ Крb2 2.Фb7+ Kpc1! 3.Kpf6 c2 4.Кре5 Kpd1 5.Фd5+! Kpe1 (проигрывает 5. … Kpc1 6.Фа2 Kpd1 7.Кpd4 с! Ф 8.Kpd3 или 5. … Kpe2 6.Фа2 Kpd3 7.Фb2 Kpd2 8.Kpd4 Kpd1 9.Kpd3) 6.Фа5+ Kpd1 7.Фа4 Kpd2 8.Фа2 Крс3! с ничьей. Белые выигрывают, улучшая позицию ферзя путём 1.Фh6!, и если 1. … Крb2, то 2.Фf6 с последующим приближением ферзя и короля.
|   | a                                                                     | b                                                                     | c                                                                     | d                                                                     | e                                                                     | f                                                                     | g                                                                     | h                                                                     |   |
| - | --------------------------------------------------------------------- | --------------------------------------------------------------------- | --------------------------------------------------------------------- | --------------------------------------------------------------------- | --------------------------------------------------------------------- | --------------------------------------------------------------------- | --------------------------------------------------------------------- | --------------------------------------------------------------------- | - |
| 8 | b7 белый ферзь · g7 белый король · c3 чёрная пешка · c1 чёрный король | b7 белый ферзь · g7 белый король · c3 чёрная пешка · c1 чёрный король | b7 белый ферзь · g7 белый король · c3 чёрная пешка · c1 чёрный король | b7 белый ферзь · g7 белый король · c3 чёрная пешка · c1 чёрный король | b7 белый ферзь · g7 белый король · c3 чёрная пешка · c1 чёрный король | b7 белый ферзь · g7 белый король · c3 чёрная пешка · c1 чёрный король | b7 белый ферзь · g7 белый король · c3 чёрная пешка · c1 чёрный король | b7 белый ферзь · g7 белый король · c3 чёрная пешка · c1 чёрный король | 8 |
| 7 | b7 белый ферзь · g7 белый король · c3 чёрная пешка · c1 чёрный король | b7 белый ферзь · g7 белый король · c3 чёрная пешка · c1 чёрный король | b7 белый ферзь · g7 белый король · c3 чёрная пешка · c1 чёрный король | b7 белый ферзь · g7 белый король · c3 чёрная пешка · c1 чёрный король | b7 белый ферзь · g7 белый король · c3 чёрная пешка · c1 чёрный король | b7 белый ферзь · g7 белый король · c3 чёрная пешка · c1 чёрный король | b7 белый ферзь · g7 белый король · c3 чёрная пешка · c1 чёрный король | b7 белый ферзь · g7 белый король · c3 чёрная пешка · c1 чёрный король | 7 |
| 6 | b7 белый ферзь · g7 белый король · c3 чёрная пешка · c1 чёрный король | b7 белый ферзь · g7 белый король · c3 чёрная пешка · c1 чёрный король | b7 белый ферзь · g7 белый король · c3 чёрная пешка · c1 чёрный король | b7 белый ферзь · g7 белый король · c3 чёрная пешка · c1 чёрный король | b7 белый ферзь · g7 белый король · c3 чёрная пешка · c1 чёрный король | b7 белый ферзь · g7 белый король · c3 чёрная пешка · c1 чёрный король | b7 белый ферзь · g7 белый король · c3 чёрная пешка · c1 чёрный король | b7 белый ферзь · g7 белый король · c3 чёрная пешка · c1 чёрный король | 6 |
| 5 | b7 белый ферзь · g7 белый король · c3 чёрная пешка · c1 чёрный король | b7 белый ферзь · g7 белый король · c3 чёрная пешка · c1 чёрный король | b7 белый ферзь · g7 белый король · c3 чёрная пешка · c1 чёрный король | b7 белый ферзь · g7 белый король · c3 чёрная пешка · c1 чёрный король | b7 белый ферзь · g7 белый король · c3 чёрная пешка · c1 чёрный король | b7 белый ферзь · g7 белый король · c3 чёрная пешка · c1 чёрный король | b7 белый ферзь · g7 белый король · c3 чёрная пешка · c1 чёрный король | b7 белый ферзь · g7 белый король · c3 чёрная пешка · c1 чёрный король | 5 |
| 4 | b7 белый ферзь · g7 белый король · c3 чёрная пешка · c1 чёрный король | b7 белый ферзь · g7 белый король · c3 чёрная пешка · c1 чёрный король | b7 белый ферзь · g7 белый король · c3 чёрная пешка · c1 чёрный король | b7 белый ферзь · g7 белый король · c3 чёрная пешка · c1 чёрный король | b7 белый ферзь · g7 белый король · c3 чёрная пешка · c1 чёрный король | b7 белый ферзь · g7 белый король · c3 чёрная пешка · c1 чёрный король | b7 белый ферзь · g7 белый король · c3 чёрная пешка · c1 чёрный король | b7 белый ферзь · g7 белый король · c3 чёрная пешка · c1 чёрный король | 4 |
| 3 | b7 белый ферзь · g7 белый король · c3 чёрная пешка · c1 чёрный король | b7 белый ферзь · g7 белый король · c3 чёрная пешка · c1 чёрный король | b7 белый ферзь · g7 белый король · c3 чёрная пешка · c1 чёрный король | b7 белый ферзь · g7 белый король · c3 чёрная пешка · c1 чёрный король | b7 белый ферзь · g7 белый король · c3 чёрная пешка · c1 чёрный король | b7 белый ферзь · g7 белый король · c3 чёрная пешка · c1 чёрный король | b7 белый ферзь · g7 белый король · c3 чёрная пешка · c1 чёрный король | b7 белый ферзь · g7 белый король · c3 чёрная пешка · c1 чёрный король | 3 |
| 2 | b7 белый ферзь · g7 белый король · c3 чёрная пешка · c1 чёрный король | b7 белый ферзь · g7 белый король · c3 чёрная пешка · c1 чёрный король | b7 белый ферзь · g7 белый король · c3 чёрная пешка · c1 чёрный король | b7 белый ферзь · g7 белый король · c3 чёрная пешка · c1 чёрный король | b7 белый ферзь · g7 белый король · c3 чёрная пешка · c1 чёрный король | b7 белый ферзь · g7 белый король · c3 чёрная пешка · c1 чёрный король | b7 белый ферзь · g7 белый король · c3 чёрная пешка · c1 чёрный король | b7 белый ферзь · g7 белый король · c3 чёрная пешка · c1 чёрный король | 2 |
| 1 | b7 белый ферзь · g7 белый король · c3 чёрная пешка · c1 чёрный король | b7 белый ферзь · g7 белый король · c3 чёрная пешка · c1 чёрный король | b7 белый ферзь · g7 белый король · c3 чёрная пешка · c1 чёрный король | b7 белый ферзь · g7 белый король · c3 чёрная пешка · c1 чёрный король | b7 белый ферзь · g7 белый король · c3 чёрная пешка · c1 чёрный король | b7 белый ферзь · g7 белый король · c3 чёрная пешка · c1 чёрный король | b7 белый ферзь · g7 белый король · c3 чёрная пешка · c1 чёрный король | b7 белый ферзь · g7 белый король · c3 чёрная пешка · c1 чёрный король | 1 |
|   | a                                                                     | b                                                                     | c                                                                     | d                                                                     | e                                                                     | f                                                                     | g                                                                     | h                                                                     |   |

Известно и несколько ничейных позиций со слоновой пешкой на 3-й горизонтали. Ничья обусловливается тем, что белые фигуры мешают друг другу в борьбе с пешкой. Когда она достигает предпоследней горизонтали, король белых оказывается вне выигрышной зоны.
Пример 12: 1.Фh1+ Крb2! 2.Фb7+ Kpc1! или 1.Крf6 c2 2.Kpe5 Крd1 3.Фb3 Крd2 4.Фa2 Крc3! (4. … Крd1 5.Крd4 c1Ф 6.Крd3). При короле белых на f7, они побеждают после: 1.Фh1+ Крb2 2.Фh8+ Крc2 (2. … Крb3 3.Крe6 c2 4.Фa1!) 3.Крe6 Крd2 4.Фd4+ Крc2 5.Крd5 Крb3 6.Крc5 и так далее.
|   | a                                                                     | b                                                                     | c                                                                     | d                                                                     | e                                                                     | f                                                                     | g                                                                     | h                                                                     |   |
| - | --------------------------------------------------------------------- | --------------------------------------------------------------------- | --------------------------------------------------------------------- | --------------------------------------------------------------------- | --------------------------------------------------------------------- | --------------------------------------------------------------------- | --------------------------------------------------------------------- | --------------------------------------------------------------------- | - |
| 8 | c8 белый ферзь · e7 белый король · c3 чёрная пешка · c2 чёрный король | c8 белый ферзь · e7 белый король · c3 чёрная пешка · c2 чёрный король | c8 белый ферзь · e7 белый король · c3 чёрная пешка · c2 чёрный король | c8 белый ферзь · e7 белый король · c3 чёрная пешка · c2 чёрный король | c8 белый ферзь · e7 белый король · c3 чёрная пешка · c2 чёрный король | c8 белый ферзь · e7 белый король · c3 чёрная пешка · c2 чёрный король | c8 белый ферзь · e7 белый король · c3 чёрная пешка · c2 чёрный король | c8 белый ферзь · e7 белый король · c3 чёрная пешка · c2 чёрный король | 8 |
| 7 | c8 белый ферзь · e7 белый король · c3 чёрная пешка · c2 чёрный король | c8 белый ферзь · e7 белый король · c3 чёрная пешка · c2 чёрный король | c8 белый ферзь · e7 белый король · c3 чёрная пешка · c2 чёрный король | c8 белый ферзь · e7 белый король · c3 чёрная пешка · c2 чёрный король | c8 белый ферзь · e7 белый король · c3 чёрная пешка · c2 чёрный король | c8 белый ферзь · e7 белый король · c3 чёрная пешка · c2 чёрный король | c8 белый ферзь · e7 белый король · c3 чёрная пешка · c2 чёрный король | c8 белый ферзь · e7 белый король · c3 чёрная пешка · c2 чёрный король | 7 |
| 6 | c8 белый ферзь · e7 белый король · c3 чёрная пешка · c2 чёрный король | c8 белый ферзь · e7 белый король · c3 чёрная пешка · c2 чёрный король | c8 белый ферзь · e7 белый король · c3 чёрная пешка · c2 чёрный король | c8 белый ферзь · e7 белый король · c3 чёрная пешка · c2 чёрный король | c8 белый ферзь · e7 белый король · c3 чёрная пешка · c2 чёрный король | c8 белый ферзь · e7 белый король · c3 чёрная пешка · c2 чёрный король | c8 белый ферзь · e7 белый король · c3 чёрная пешка · c2 чёрный король | c8 белый ферзь · e7 белый король · c3 чёрная пешка · c2 чёрный король | 6 |
| 5 | c8 белый ферзь · e7 белый король · c3 чёрная пешка · c2 чёрный король | c8 белый ферзь · e7 белый король · c3 чёрная пешка · c2 чёрный король | c8 белый ферзь · e7 белый король · c3 чёрная пешка · c2 чёрный король | c8 белый ферзь · e7 белый король · c3 чёрная пешка · c2 чёрный король | c8 белый ферзь · e7 белый король · c3 чёрная пешка · c2 чёрный король | c8 белый ферзь · e7 белый король · c3 чёрная пешка · c2 чёрный король | c8 белый ферзь · e7 белый король · c3 чёрная пешка · c2 чёрный король | c8 белый ферзь · e7 белый король · c3 чёрная пешка · c2 чёрный король | 5 |
| 4 | c8 белый ферзь · e7 белый король · c3 чёрная пешка · c2 чёрный король | c8 белый ферзь · e7 белый король · c3 чёрная пешка · c2 чёрный король | c8 белый ферзь · e7 белый король · c3 чёрная пешка · c2 чёрный король | c8 белый ферзь · e7 белый король · c3 чёрная пешка · c2 чёрный король | c8 белый ферзь · e7 белый король · c3 чёрная пешка · c2 чёрный король | c8 белый ферзь · e7 белый король · c3 чёрная пешка · c2 чёрный король | c8 белый ферзь · e7 белый король · c3 чёрная пешка · c2 чёрный король | c8 белый ферзь · e7 белый король · c3 чёрная пешка · c2 чёрный король | 4 |
| 3 | c8 белый ферзь · e7 белый король · c3 чёрная пешка · c2 чёрный король | c8 белый ферзь · e7 белый король · c3 чёрная пешка · c2 чёрный король | c8 белый ферзь · e7 белый король · c3 чёрная пешка · c2 чёрный король | c8 белый ферзь · e7 белый король · c3 чёрная пешка · c2 чёрный король | c8 белый ферзь · e7 белый король · c3 чёрная пешка · c2 чёрный король | c8 белый ферзь · e7 белый король · c3 чёрная пешка · c2 чёрный король | c8 белый ферзь · e7 белый король · c3 чёрная пешка · c2 чёрный король | c8 белый ферзь · e7 белый король · c3 чёрная пешка · c2 чёрный король | 3 |
| 2 | c8 белый ферзь · e7 белый король · c3 чёрная пешка · c2 чёрный король | c8 белый ферзь · e7 белый король · c3 чёрная пешка · c2 чёрный король | c8 белый ферзь · e7 белый король · c3 чёрная пешка · c2 чёрный король | c8 белый ферзь · e7 белый король · c3 чёрная пешка · c2 чёрный король | c8 белый ферзь · e7 белый король · c3 чёрная пешка · c2 чёрный король | c8 белый ферзь · e7 белый король · c3 чёрная пешка · c2 чёрный король | c8 белый ферзь · e7 белый король · c3 чёрная пешка · c2 чёрный король | c8 белый ферзь · e7 белый король · c3 чёрная пешка · c2 чёрный король | 2 |
| 1 | c8 белый ферзь · e7 белый король · c3 чёрная пешка · c2 чёрный король | c8 белый ферзь · e7 белый король · c3 чёрная пешка · c2 чёрный король | c8 белый ферзь · e7 белый король · c3 чёрная пешка · c2 чёрный король | c8 белый ферзь · e7 белый король · c3 чёрная пешка · c2 чёрный король | c8 белый ферзь · e7 белый король · c3 чёрная пешка · c2 чёрный король | c8 белый ферзь · e7 белый король · c3 чёрная пешка · c2 чёрный король | c8 белый ферзь · e7 белый король · c3 чёрная пешка · c2 чёрный король | c8 белый ферзь · e7 белый король · c3 чёрная пешка · c2 чёрный король | 1 |
|   | a                                                                     | b                                                                     | c                                                                     | d                                                                     | e                                                                     | f                                                                     | g                                                                     | h                                                                     |   |

|   | a                                                                     | b                                                                     | c                                                                     | d                                                                     | e                                                                     | f                                                                     | g                                                                     | h                                                                     |   |
| - | --------------------------------------------------------------------- | --------------------------------------------------------------------- | --------------------------------------------------------------------- | --------------------------------------------------------------------- | --------------------------------------------------------------------- | --------------------------------------------------------------------- | --------------------------------------------------------------------- | --------------------------------------------------------------------- | - |
| 8 | d8 белый ферзь · c6 белый король · f3 чёрная пешка · e2 чёрный король | d8 белый ферзь · c6 белый король · f3 чёрная пешка · e2 чёрный король | d8 белый ферзь · c6 белый король · f3 чёрная пешка · e2 чёрный король | d8 белый ферзь · c6 белый король · f3 чёрная пешка · e2 чёрный король | d8 белый ферзь · c6 белый король · f3 чёрная пешка · e2 чёрный король | d8 белый ферзь · c6 белый король · f3 чёрная пешка · e2 чёрный король | d8 белый ферзь · c6 белый король · f3 чёрная пешка · e2 чёрный король | d8 белый ферзь · c6 белый король · f3 чёрная пешка · e2 чёрный король | 8 |
| 7 | d8 белый ферзь · c6 белый король · f3 чёрная пешка · e2 чёрный король | d8 белый ферзь · c6 белый король · f3 чёрная пешка · e2 чёрный король | d8 белый ферзь · c6 белый король · f3 чёрная пешка · e2 чёрный король | d8 белый ферзь · c6 белый король · f3 чёрная пешка · e2 чёрный король | d8 белый ферзь · c6 белый король · f3 чёрная пешка · e2 чёрный король | d8 белый ферзь · c6 белый король · f3 чёрная пешка · e2 чёрный король | d8 белый ферзь · c6 белый король · f3 чёрная пешка · e2 чёрный король | d8 белый ферзь · c6 белый король · f3 чёрная пешка · e2 чёрный король | 7 |
| 6 | d8 белый ферзь · c6 белый король · f3 чёрная пешка · e2 чёрный король | d8 белый ферзь · c6 белый король · f3 чёрная пешка · e2 чёрный король | d8 белый ферзь · c6 белый король · f3 чёрная пешка · e2 чёрный король | d8 белый ферзь · c6 белый король · f3 чёрная пешка · e2 чёрный король | d8 белый ферзь · c6 белый король · f3 чёрная пешка · e2 чёрный король | d8 белый ферзь · c6 белый король · f3 чёрная пешка · e2 чёрный король | d8 белый ферзь · c6 белый король · f3 чёрная пешка · e2 чёрный король | d8 белый ферзь · c6 белый король · f3 чёрная пешка · e2 чёрный король | 6 |
| 5 | d8 белый ферзь · c6 белый король · f3 чёрная пешка · e2 чёрный король | d8 белый ферзь · c6 белый король · f3 чёрная пешка · e2 чёрный король | d8 белый ферзь · c6 белый король · f3 чёрная пешка · e2 чёрный король | d8 белый ферзь · c6 белый король · f3 чёрная пешка · e2 чёрный король | d8 белый ферзь · c6 белый король · f3 чёрная пешка · e2 чёрный король | d8 белый ферзь · c6 белый король · f3 чёрная пешка · e2 чёрный король | d8 белый ферзь · c6 белый король · f3 чёрная пешка · e2 чёрный король | d8 белый ферзь · c6 белый король · f3 чёрная пешка · e2 чёрный король | 5 |
| 4 | d8 белый ферзь · c6 белый король · f3 чёрная пешка · e2 чёрный король | d8 белый ферзь · c6 белый король · f3 чёрная пешка · e2 чёрный король | d8 белый ферзь · c6 белый король · f3 чёрная пешка · e2 чёрный король | d8 белый ферзь · c6 белый король · f3 чёрная пешка · e2 чёрный король | d8 белый ферзь · c6 белый король · f3 чёрная пешка · e2 чёрный король | d8 белый ферзь · c6 белый король · f3 чёрная пешка · e2 чёрный король | d8 белый ферзь · c6 белый король · f3 чёрная пешка · e2 чёрный король | d8 белый ферзь · c6 белый король · f3 чёрная пешка · e2 чёрный король | 4 |
| 3 | d8 белый ферзь · c6 белый король · f3 чёрная пешка · e2 чёрный король | d8 белый ферзь · c6 белый король · f3 чёрная пешка · e2 чёрный король | d8 белый ферзь · c6 белый король · f3 чёрная пешка · e2 чёрный король | d8 белый ферзь · c6 белый король · f3 чёрная пешка · e2 чёрный король | d8 белый ферзь · c6 белый король · f3 чёрная пешка · e2 чёрный король | d8 белый ферзь · c6 белый король · f3 чёрная пешка · e2 чёрный король | d8 белый ферзь · c6 белый король · f3 чёрная пешка · e2 чёрный король | d8 белый ферзь · c6 белый король · f3 чёрная пешка · e2 чёрный король | 3 |
| 2 | d8 белый ферзь · c6 белый король · f3 чёрная пешка · e2 чёрный король | d8 белый ферзь · c6 белый король · f3 чёрная пешка · e2 чёрный король | d8 белый ферзь · c6 белый король · f3 чёрная пешка · e2 чёрный король | d8 белый ферзь · c6 белый король · f3 чёрная пешка · e2 чёрный король | d8 белый ферзь · c6 белый король · f3 чёрная пешка · e2 чёрный король | d8 белый ферзь · c6 белый король · f3 чёрная пешка · e2 чёрный король | d8 белый ферзь · c6 белый король · f3 чёрная пешка · e2 чёрный король | d8 белый ферзь · c6 белый король · f3 чёрная пешка · e2 чёрный король | 2 |
| 1 | d8 белый ферзь · c6 белый король · f3 чёрная пешка · e2 чёрный король | d8 белый ферзь · c6 белый король · f3 чёрная пешка · e2 чёрный король | d8 белый ферзь · c6 белый король · f3 чёрная пешка · e2 чёрный король | d8 белый ферзь · c6 белый король · f3 чёрная пешка · e2 чёрный король | d8 белый ферзь · c6 белый король · f3 чёрная пешка · e2 чёрный король | d8 белый ферзь · c6 белый король · f3 чёрная пешка · e2 чёрный король | d8 белый ферзь · c6 белый король · f3 чёрная пешка · e2 чёрный король | d8 белый ферзь · c6 белый король · f3 чёрная пешка · e2 чёрный король | 1 |
|   | a                                                                     | b                                                                     | c                                                                     | d                                                                     | e                                                                     | f                                                                     | g                                                                     | h                                                                     |   |

Пример 13: 1. … Крd2! 2.Фd8+ Крc1! Ничья
Пример 14: 1.Фe7+ Крf1! 2.Крd5 f2 Ничья. Король белых мог также находиться на d7, e7 или e8.

## Ладейная пешка
|   | a | b | c | d | e | f | g | h |   |
| - | --- | --- | --- | --- | --- | --- | --- | --- | - |
| 8 | a6 чёрный крест · b6 чёрный крест · c6 чёрный крест · d6 чёрный крест · e5 чёрный крест · f4 чёрный крест · f3 чёрный крест · a2 чёрная пешка · b2 чёрный король · f2 чёрный крест · f1 чёрный крест | a6 чёрный крест · b6 чёрный крест · c6 чёрный крест · d6 чёрный крест · e5 чёрный крест · f4 чёрный крест · f3 чёрный крест · a2 чёрная пешка · b2 чёрный король · f2 чёрный крест · f1 чёрный крест | a6 чёрный крест · b6 чёрный крест · c6 чёрный крест · d6 чёрный крест · e5 чёрный крест · f4 чёрный крест · f3 чёрный крест · a2 чёрная пешка · b2 чёрный король · f2 чёрный крест · f1 чёрный крест | a6 чёрный крест · b6 чёрный крест · c6 чёрный крест · d6 чёрный крест · e5 чёрный крест · f4 чёрный крест · f3 чёрный крест · a2 чёрная пешка · b2 чёрный король · f2 чёрный крест · f1 чёрный крест | a6 чёрный крест · b6 чёрный крест · c6 чёрный крест · d6 чёрный крест · e5 чёрный крест · f4 чёрный крест · f3 чёрный крест · a2 чёрная пешка · b2 чёрный король · f2 чёрный крест · f1 чёрный крест | a6 чёрный крест · b6 чёрный крест · c6 чёрный крест · d6 чёрный крест · e5 чёрный крест · f4 чёрный крест · f3 чёрный крест · a2 чёрная пешка · b2 чёрный король · f2 чёрный крест · f1 чёрный крест | a6 чёрный крест · b6 чёрный крест · c6 чёрный крест · d6 чёрный крест · e5 чёрный крест · f4 чёрный крест · f3 чёрный крест · a2 чёрная пешка · b2 чёрный король · f2 чёрный крест · f1 чёрный крест | a6 чёрный крест · b6 чёрный крест · c6 чёрный крест · d6 чёрный крест · e5 чёрный крест · f4 чёрный крест · f3 чёрный крест · a2 чёрная пешка · b2 чёрный король · f2 чёрный крест · f1 чёрный крест | 8 |
| 7 | a6 чёрный крест · b6 чёрный крест · c6 чёрный крест · d6 чёрный крест · e5 чёрный крест · f4 чёрный крест · f3 чёрный крест · a2 чёрная пешка · b2 чёрный король · f2 чёрный крест · f1 чёрный крест | a6 чёрный крест · b6 чёрный крест · c6 чёрный крест · d6 чёрный крест · e5 чёрный крест · f4 чёрный крест · f3 чёрный крест · a2 чёрная пешка · b2 чёрный король · f2 чёрный крест · f1 чёрный крест | a6 чёрный крест · b6 чёрный крест · c6 чёрный крест · d6 чёрный крест · e5 чёрный крест · f4 чёрный крест · f3 чёрный крест · a2 чёрная пешка · b2 чёрный король · f2 чёрный крест · f1 чёрный крест | a6 чёрный крест · b6 чёрный крест · c6 чёрный крест · d6 чёрный крест · e5 чёрный крест · f4 чёрный крест · f3 чёрный крест · a2 чёрная пешка · b2 чёрный король · f2 чёрный крест · f1 чёрный крест | a6 чёрный крест · b6 чёрный крест · c6 чёрный крест · d6 чёрный крест · e5 чёрный крест · f4 чёрный крест · f3 чёрный крест · a2 чёрная пешка · b2 чёрный король · f2 чёрный крест · f1 чёрный крест | a6 чёрный крест · b6 чёрный крест · c6 чёрный крест · d6 чёрный крест · e5 чёрный крест · f4 чёрный крест · f3 чёрный крест · a2 чёрная пешка · b2 чёрный король · f2 чёрный крест · f1 чёрный крест | a6 чёрный крест · b6 чёрный крест · c6 чёрный крест · d6 чёрный крест · e5 чёрный крест · f4 чёрный крест · f3 чёрный крест · a2 чёрная пешка · b2 чёрный король · f2 чёрный крест · f1 чёрный крест | a6 чёрный крест · b6 чёрный крест · c6 чёрный крест · d6 чёрный крест · e5 чёрный крест · f4 чёрный крест · f3 чёрный крест · a2 чёрная пешка · b2 чёрный король · f2 чёрный крест · f1 чёрный крест | 7 |
| 6 | a6 чёрный крест · b6 чёрный крест · c6 чёрный крест · d6 чёрный крест · e5 чёрный крест · f4 чёрный крест · f3 чёрный крест · a2 чёрная пешка · b2 чёрный король · f2 чёрный крест · f1 чёрный крест | a6 чёрный крест · b6 чёрный крест · c6 чёрный крест · d6 чёрный крест · e5 чёрный крест · f4 чёрный крест · f3 чёрный крест · a2 чёрная пешка · b2 чёрный король · f2 чёрный крест · f1 чёрный крест | a6 чёрный крест · b6 чёрный крест · c6 чёрный крест · d6 чёрный крест · e5 чёрный крест · f4 чёрный крест · f3 чёрный крест · a2 чёрная пешка · b2 чёрный король · f2 чёрный крест · f1 чёрный крест | a6 чёрный крест · b6 чёрный крест · c6 чёрный крест · d6 чёрный крест · e5 чёрный крест · f4 чёрный крест · f3 чёрный крест · a2 чёрная пешка · b2 чёрный король · f2 чёрный крест · f1 чёрный крест | a6 чёрный крест · b6 чёрный крест · c6 чёрный крест · d6 чёрный крест · e5 чёрный крест · f4 чёрный крест · f3 чёрный крест · a2 чёрная пешка · b2 чёрный король · f2 чёрный крест · f1 чёрный крест | a6 чёрный крест · b6 чёрный крест · c6 чёрный крест · d6 чёрный крест · e5 чёрный крест · f4 чёрный крест · f3 чёрный крест · a2 чёрная пешка · b2 чёрный король · f2 чёрный крест · f1 чёрный крест | a6 чёрный крест · b6 чёрный крест · c6 чёрный крест · d6 чёрный крест · e5 чёрный крест · f4 чёрный крест · f3 чёрный крест · a2 чёрная пешка · b2 чёрный король · f2 чёрный крест · f1 чёрный крест | a6 чёрный крест · b6 чёрный крест · c6 чёрный крест · d6 чёрный крест · e5 чёрный крест · f4 чёрный крест · f3 чёрный крест · a2 чёрная пешка · b2 чёрный король · f2 чёрный крест · f1 чёрный крест | 6 |
| 5 | a6 чёрный крест · b6 чёрный крест · c6 чёрный крест · d6 чёрный крест · e5 чёрный крест · f4 чёрный крест · f3 чёрный крест · a2 чёрная пешка · b2 чёрный король · f2 чёрный крест · f1 чёрный крест | a6 чёрный крест · b6 чёрный крест · c6 чёрный крест · d6 чёрный крест · e5 чёрный крест · f4 чёрный крест · f3 чёрный крест · a2 чёрная пешка · b2 чёрный король · f2 чёрный крест · f1 чёрный крест | a6 чёрный крест · b6 чёрный крест · c6 чёрный крест · d6 чёрный крест · e5 чёрный крест · f4 чёрный крест · f3 чёрный крест · a2 чёрная пешка · b2 чёрный король · f2 чёрный крест · f1 чёрный крест | a6 чёрный крест · b6 чёрный крест · c6 чёрный крест · d6 чёрный крест · e5 чёрный крест · f4 чёрный крест · f3 чёрный крест · a2 чёрная пешка · b2 чёрный король · f2 чёрный крест · f1 чёрный крест | a6 чёрный крест · b6 чёрный крест · c6 чёрный крест · d6 чёрный крест · e5 чёрный крест · f4 чёрный крест · f3 чёрный крест · a2 чёрная пешка · b2 чёрный король · f2 чёрный крест · f1 чёрный крест | a6 чёрный крест · b6 чёрный крест · c6 чёрный крест · d6 чёрный крест · e5 чёрный крест · f4 чёрный крест · f3 чёрный крест · a2 чёрная пешка · b2 чёрный король · f2 чёрный крест · f1 чёрный крест | a6 чёрный крест · b6 чёрный крест · c6 чёрный крест · d6 чёрный крест · e5 чёрный крест · f4 чёрный крест · f3 чёрный крест · a2 чёрная пешка · b2 чёрный король · f2 чёрный крест · f1 чёрный крест | a6 чёрный крест · b6 чёрный крест · c6 чёрный крест · d6 чёрный крест · e5 чёрный крест · f4 чёрный крест · f3 чёрный крест · a2 чёрная пешка · b2 чёрный король · f2 чёрный крест · f1 чёрный крест | 5 |
| 4 | a6 чёрный крест · b6 чёрный крест · c6 чёрный крест · d6 чёрный крест · e5 чёрный крест · f4 чёрный крест · f3 чёрный крест · a2 чёрная пешка · b2 чёрный король · f2 чёрный крест · f1 чёрный крест | a6 чёрный крест · b6 чёрный крест · c6 чёрный крест · d6 чёрный крест · e5 чёрный крест · f4 чёрный крест · f3 чёрный крест · a2 чёрная пешка · b2 чёрный король · f2 чёрный крест · f1 чёрный крест | a6 чёрный крест · b6 чёрный крест · c6 чёрный крест · d6 чёрный крест · e5 чёрный крест · f4 чёрный крест · f3 чёрный крест · a2 чёрная пешка · b2 чёрный король · f2 чёрный крест · f1 чёрный крест | a6 чёрный крест · b6 чёрный крест · c6 чёрный крест · d6 чёрный крест · e5 чёрный крест · f4 чёрный крест · f3 чёрный крест · a2 чёрная пешка · b2 чёрный король · f2 чёрный крест · f1 чёрный крест | a6 чёрный крест · b6 чёрный крест · c6 чёрный крест · d6 чёрный крест · e5 чёрный крест · f4 чёрный крест · f3 чёрный крест · a2 чёрная пешка · b2 чёрный король · f2 чёрный крест · f1 чёрный крест | a6 чёрный крест · b6 чёрный крест · c6 чёрный крест · d6 чёрный крест · e5 чёрный крест · f4 чёрный крест · f3 чёрный крест · a2 чёрная пешка · b2 чёрный король · f2 чёрный крест · f1 чёрный крест | a6 чёрный крест · b6 чёрный крест · c6 чёрный крест · d6 чёрный крест · e5 чёрный крест · f4 чёрный крест · f3 чёрный крест · a2 чёрная пешка · b2 чёрный король · f2 чёрный крест · f1 чёрный крест | a6 чёрный крест · b6 чёрный крест · c6 чёрный крест · d6 чёрный крест · e5 чёрный крест · f4 чёрный крест · f3 чёрный крест · a2 чёрная пешка · b2 чёрный король · f2 чёрный крест · f1 чёрный крест | 4 |
| 3 | a6 чёрный крест · b6 чёрный крест · c6 чёрный крест · d6 чёрный крест · e5 чёрный крест · f4 чёрный крест · f3 чёрный крест · a2 чёрная пешка · b2 чёрный король · f2 чёрный крест · f1 чёрный крест | a6 чёрный крест · b6 чёрный крест · c6 чёрный крест · d6 чёрный крест · e5 чёрный крест · f4 чёрный крест · f3 чёрный крест · a2 чёрная пешка · b2 чёрный король · f2 чёрный крест · f1 чёрный крест | a6 чёрный крест · b6 чёрный крест · c6 чёрный крест · d6 чёрный крест · e5 чёрный крест · f4 чёрный крест · f3 чёрный крест · a2 чёрная пешка · b2 чёрный король · f2 чёрный крест · f1 чёрный крест | a6 чёрный крест · b6 чёрный крест · c6 чёрный крест · d6 чёрный крест · e5 чёрный крест · f4 чёрный крест · f3 чёрный крест · a2 чёрная пешка · b2 чёрный король · f2 чёрный крест · f1 чёрный крест | a6 чёрный крест · b6 чёрный крест · c6 чёрный крест · d6 чёрный крест · e5 чёрный крест · f4 чёрный крест · f3 чёрный крест · a2 чёрная пешка · b2 чёрный король · f2 чёрный крест · f1 чёрный крест | a6 чёрный крест · b6 чёрный крест · c6 чёрный крест · d6 чёрный крест · e5 чёрный крест · f4 чёрный крест · f3 чёрный крест · a2 чёрная пешка · b2 чёрный король · f2 чёрный крест · f1 чёрный крест | a6 чёрный крест · b6 чёрный крест · c6 чёрный крест · d6 чёрный крест · e5 чёрный крест · f4 чёрный крест · f3 чёрный крест · a2 чёрная пешка · b2 чёрный король · f2 чёрный крест · f1 чёрный крест | a6 чёрный крест · b6 чёрный крест · c6 чёрный крест · d6 чёрный крест · e5 чёрный крест · f4 чёрный крест · f3 чёрный крест · a2 чёрная пешка · b2 чёрный король · f2 чёрный крест · f1 чёрный крест | 3 |
| 2 | a6 чёрный крест · b6 чёрный крест · c6 чёрный крест · d6 чёрный крест · e5 чёрный крест · f4 чёрный крест · f3 чёрный крест · a2 чёрная пешка · b2 чёрный король · f2 чёрный крест · f1 чёрный крест | a6 чёрный крест · b6 чёрный крест · c6 чёрный крест · d6 чёрный крест · e5 чёрный крест · f4 чёрный крест · f3 чёрный крест · a2 чёрная пешка · b2 чёрный король · f2 чёрный крест · f1 чёрный крест | a6 чёрный крест · b6 чёрный крест · c6 чёрный крест · d6 чёрный крест · e5 чёрный крест · f4 чёрный крест · f3 чёрный крест · a2 чёрная пешка · b2 чёрный король · f2 чёрный крест · f1 чёрный крест | a6 чёрный крест · b6 чёрный крест · c6 чёрный крест · d6 чёрный крест · e5 чёрный крест · f4 чёрный крест · f3 чёрный крест · a2 чёрная пешка · b2 чёрный король · f2 чёрный крест · f1 чёрный крест | a6 чёрный крест · b6 чёрный крест · c6 чёрный крест · d6 чёрный крест · e5 чёрный крест · f4 чёрный крест · f3 чёрный крест · a2 чёрная пешка · b2 чёрный король · f2 чёрный крест · f1 чёрный крест | a6 чёрный крест · b6 чёрный крест · c6 чёрный крест · d6 чёрный крест · e5 чёрный крест · f4 чёрный крест · f3 чёрный крест · a2 чёрная пешка · b2 чёрный король · f2 чёрный крест · f1 чёрный крест | a6 чёрный крест · b6 чёрный крест · c6 чёрный крест · d6 чёрный крест · e5 чёрный крест · f4 чёрный крест · f3 чёрный крест · a2 чёрная пешка · b2 чёрный король · f2 чёрный крест · f1 чёрный крест | a6 чёрный крест · b6 чёрный крест · c6 чёрный крест · d6 чёрный крест · e5 чёрный крест · f4 чёрный крест · f3 чёрный крест · a2 чёрная пешка · b2 чёрный король · f2 чёрный крест · f1 чёрный крест | 2 |
| 1 | a6 чёрный крест · b6 чёрный крест · c6 чёрный крест · d6 чёрный крест · e5 чёрный крест · f4 чёрный крест · f3 чёрный крест · a2 чёрная пешка · b2 чёрный король · f2 чёрный крест · f1 чёрный крест | a6 чёрный крест · b6 чёрный крест · c6 чёрный крест · d6 чёрный крест · e5 чёрный крест · f4 чёрный крест · f3 чёрный крест · a2 чёрная пешка · b2 чёрный король · f2 чёрный крест · f1 чёрный крест | a6 чёрный крест · b6 чёрный крест · c6 чёрный крест · d6 чёрный крест · e5 чёрный крест · f4 чёрный крест · f3 чёрный крест · a2 чёрная пешка · b2 чёрный король · f2 чёрный крест · f1 чёрный крест | a6 чёрный крест · b6 чёрный крест · c6 чёрный крест · d6 чёрный крест · e5 чёрный крест · f4 чёрный крест · f3 чёрный крест · a2 чёрная пешка · b2 чёрный король · f2 чёрный крест · f1 чёрный крест | a6 чёрный крест · b6 чёрный крест · c6 чёрный крест · d6 чёрный крест · e5 чёрный крест · f4 чёрный крест · f3 чёрный крест · a2 чёрная пешка · b2 чёрный король · f2 чёрный крест · f1 чёрный крест | a6 чёрный крест · b6 чёрный крест · c6 чёрный крест · d6 чёрный крест · e5 чёрный крест · f4 чёрный крест · f3 чёрный крест · a2 чёрная пешка · b2 чёрный король · f2 чёрный крест · f1 чёрный крест | a6 чёрный крест · b6 чёрный крест · c6 чёрный крест · d6 чёрный крест · e5 чёрный крест · f4 чёрный крест · f3 чёрный крест · a2 чёрная пешка · b2 чёрный король · f2 чёрный крест · f1 чёрный крест | a6 чёрный крест · b6 чёрный крест · c6 чёрный крест · d6 чёрный крест · e5 чёрный крест · f4 чёрный крест · f3 чёрный крест · a2 чёрная пешка · b2 чёрный король · f2 чёрный крест · f1 чёрный крест | 1 |
|   | a | b | c | d | e | f | g | h |   |

Белые выигрывают только при нахождении их короля в очерченной зоне.
|   | a                                                                     | b                                                                     | c                                                                     | d                                                                     | e                                                                     | f                                                                     | g                                                                     | h                                                                     |   |
| - | --------------------------------------------------------------------- | --------------------------------------------------------------------- | --------------------------------------------------------------------- | --------------------------------------------------------------------- | --------------------------------------------------------------------- | --------------------------------------------------------------------- | --------------------------------------------------------------------- | --------------------------------------------------------------------- | - |
| 8 | a5 белый ферзь · b5 белый король · a2 чёрная пешка · b2 чёрный король | a5 белый ферзь · b5 белый король · a2 чёрная пешка · b2 чёрный король | a5 белый ферзь · b5 белый король · a2 чёрная пешка · b2 чёрный король | a5 белый ферзь · b5 белый король · a2 чёрная пешка · b2 чёрный король | a5 белый ферзь · b5 белый король · a2 чёрная пешка · b2 чёрный король | a5 белый ферзь · b5 белый король · a2 чёрная пешка · b2 чёрный король | a5 белый ферзь · b5 белый король · a2 чёрная пешка · b2 чёрный король | a5 белый ферзь · b5 белый король · a2 чёрная пешка · b2 чёрный король | 8 |
| 7 | a5 белый ферзь · b5 белый король · a2 чёрная пешка · b2 чёрный король | a5 белый ферзь · b5 белый король · a2 чёрная пешка · b2 чёрный король | a5 белый ферзь · b5 белый король · a2 чёрная пешка · b2 чёрный король | a5 белый ферзь · b5 белый король · a2 чёрная пешка · b2 чёрный король | a5 белый ферзь · b5 белый король · a2 чёрная пешка · b2 чёрный король | a5 белый ферзь · b5 белый король · a2 чёрная пешка · b2 чёрный король | a5 белый ферзь · b5 белый король · a2 чёрная пешка · b2 чёрный король | a5 белый ферзь · b5 белый король · a2 чёрная пешка · b2 чёрный король | 7 |
| 6 | a5 белый ферзь · b5 белый король · a2 чёрная пешка · b2 чёрный король | a5 белый ферзь · b5 белый король · a2 чёрная пешка · b2 чёрный король | a5 белый ферзь · b5 белый король · a2 чёрная пешка · b2 чёрный король | a5 белый ферзь · b5 белый король · a2 чёрная пешка · b2 чёрный король | a5 белый ферзь · b5 белый король · a2 чёрная пешка · b2 чёрный король | a5 белый ферзь · b5 белый король · a2 чёрная пешка · b2 чёрный король | a5 белый ферзь · b5 белый король · a2 чёрная пешка · b2 чёрный король | a5 белый ферзь · b5 белый король · a2 чёрная пешка · b2 чёрный король | 6 |
| 5 | a5 белый ферзь · b5 белый король · a2 чёрная пешка · b2 чёрный король | a5 белый ферзь · b5 белый король · a2 чёрная пешка · b2 чёрный король | a5 белый ферзь · b5 белый король · a2 чёрная пешка · b2 чёрный король | a5 белый ферзь · b5 белый король · a2 чёрная пешка · b2 чёрный король | a5 белый ферзь · b5 белый король · a2 чёрная пешка · b2 чёрный король | a5 белый ферзь · b5 белый король · a2 чёрная пешка · b2 чёрный король | a5 белый ферзь · b5 белый король · a2 чёрная пешка · b2 чёрный король | a5 белый ферзь · b5 белый король · a2 чёрная пешка · b2 чёрный король | 5 |
| 4 | a5 белый ферзь · b5 белый король · a2 чёрная пешка · b2 чёрный король | a5 белый ферзь · b5 белый король · a2 чёрная пешка · b2 чёрный король | a5 белый ферзь · b5 белый король · a2 чёрная пешка · b2 чёрный король | a5 белый ферзь · b5 белый король · a2 чёрная пешка · b2 чёрный король | a5 белый ферзь · b5 белый король · a2 чёрная пешка · b2 чёрный король | a5 белый ферзь · b5 белый король · a2 чёрная пешка · b2 чёрный король | a5 белый ферзь · b5 белый король · a2 чёрная пешка · b2 чёрный король | a5 белый ферзь · b5 белый король · a2 чёрная пешка · b2 чёрный король | 4 |
| 3 | a5 белый ферзь · b5 белый король · a2 чёрная пешка · b2 чёрный король | a5 белый ферзь · b5 белый король · a2 чёрная пешка · b2 чёрный король | a5 белый ферзь · b5 белый король · a2 чёрная пешка · b2 чёрный король | a5 белый ферзь · b5 белый король · a2 чёрная пешка · b2 чёрный король | a5 белый ферзь · b5 белый король · a2 чёрная пешка · b2 чёрный король | a5 белый ферзь · b5 белый король · a2 чёрная пешка · b2 чёрный король | a5 белый ферзь · b5 белый король · a2 чёрная пешка · b2 чёрный король | a5 белый ферзь · b5 белый король · a2 чёрная пешка · b2 чёрный король | 3 |
| 2 | a5 белый ферзь · b5 белый король · a2 чёрная пешка · b2 чёрный король | a5 белый ферзь · b5 белый король · a2 чёрная пешка · b2 чёрный король | a5 белый ферзь · b5 белый король · a2 чёрная пешка · b2 чёрный король | a5 белый ферзь · b5 белый король · a2 чёрная пешка · b2 чёрный король | a5 белый ферзь · b5 белый король · a2 чёрная пешка · b2 чёрный король | a5 белый ферзь · b5 белый король · a2 чёрная пешка · b2 чёрный король | a5 белый ферзь · b5 белый король · a2 чёрная пешка · b2 чёрный король | a5 белый ферзь · b5 белый король · a2 чёрная пешка · b2 чёрный король | 2 |
| 1 | a5 белый ферзь · b5 белый король · a2 чёрная пешка · b2 чёрный король | a5 белый ферзь · b5 белый король · a2 чёрная пешка · b2 чёрный король | a5 белый ферзь · b5 белый король · a2 чёрная пешка · b2 чёрный король | a5 белый ферзь · b5 белый король · a2 чёрная пешка · b2 чёрный король | a5 белый ферзь · b5 белый король · a2 чёрная пешка · b2 чёрный король | a5 белый ферзь · b5 белый король · a2 чёрная пешка · b2 чёрный король | a5 белый ферзь · b5 белый король · a2 чёрная пешка · b2 чёрный король | a5 белый ферзь · b5 белый король · a2 чёрная пешка · b2 чёрный король | 1 |
|   | a                                                                     | b                                                                     | c                                                                     | d                                                                     | e                                                                     | f                                                                     | g                                                                     | h                                                                     |   |

|   | a                                                                     | b                                                                     | c                                                                     | d                                                                     | e                                                                     | f                                                                     | g                                                                     | h                                                                     |   |
| - | --------------------------------------------------------------------- | --------------------------------------------------------------------- | --------------------------------------------------------------------- | --------------------------------------------------------------------- | --------------------------------------------------------------------- | --------------------------------------------------------------------- | --------------------------------------------------------------------- | --------------------------------------------------------------------- | - |
| 8 | a5 белый ферзь · e4 белый король · a2 чёрная пешка · b2 чёрный король | a5 белый ферзь · e4 белый король · a2 чёрная пешка · b2 чёрный король | a5 белый ферзь · e4 белый король · a2 чёрная пешка · b2 чёрный король | a5 белый ферзь · e4 белый король · a2 чёрная пешка · b2 чёрный король | a5 белый ферзь · e4 белый король · a2 чёрная пешка · b2 чёрный король | a5 белый ферзь · e4 белый король · a2 чёрная пешка · b2 чёрный король | a5 белый ферзь · e4 белый король · a2 чёрная пешка · b2 чёрный король | a5 белый ферзь · e4 белый король · a2 чёрная пешка · b2 чёрный король | 8 |
| 7 | a5 белый ферзь · e4 белый король · a2 чёрная пешка · b2 чёрный король | a5 белый ферзь · e4 белый король · a2 чёрная пешка · b2 чёрный король | a5 белый ферзь · e4 белый король · a2 чёрная пешка · b2 чёрный король | a5 белый ферзь · e4 белый король · a2 чёрная пешка · b2 чёрный король | a5 белый ферзь · e4 белый король · a2 чёрная пешка · b2 чёрный король | a5 белый ферзь · e4 белый король · a2 чёрная пешка · b2 чёрный король | a5 белый ферзь · e4 белый король · a2 чёрная пешка · b2 чёрный король | a5 белый ферзь · e4 белый король · a2 чёрная пешка · b2 чёрный король | 7 |
| 6 | a5 белый ферзь · e4 белый король · a2 чёрная пешка · b2 чёрный король | a5 белый ферзь · e4 белый король · a2 чёрная пешка · b2 чёрный король | a5 белый ферзь · e4 белый король · a2 чёрная пешка · b2 чёрный король | a5 белый ферзь · e4 белый король · a2 чёрная пешка · b2 чёрный король | a5 белый ферзь · e4 белый король · a2 чёрная пешка · b2 чёрный король | a5 белый ферзь · e4 белый король · a2 чёрная пешка · b2 чёрный король | a5 белый ферзь · e4 белый король · a2 чёрная пешка · b2 чёрный король | a5 белый ферзь · e4 белый король · a2 чёрная пешка · b2 чёрный король | 6 |
| 5 | a5 белый ферзь · e4 белый король · a2 чёрная пешка · b2 чёрный король | a5 белый ферзь · e4 белый король · a2 чёрная пешка · b2 чёрный король | a5 белый ферзь · e4 белый король · a2 чёрная пешка · b2 чёрный король | a5 белый ферзь · e4 белый король · a2 чёрная пешка · b2 чёрный король | a5 белый ферзь · e4 белый король · a2 чёрная пешка · b2 чёрный король | a5 белый ферзь · e4 белый король · a2 чёрная пешка · b2 чёрный король | a5 белый ферзь · e4 белый король · a2 чёрная пешка · b2 чёрный король | a5 белый ферзь · e4 белый король · a2 чёрная пешка · b2 чёрный король | 5 |
| 4 | a5 белый ферзь · e4 белый король · a2 чёрная пешка · b2 чёрный король | a5 белый ферзь · e4 белый король · a2 чёрная пешка · b2 чёрный король | a5 белый ферзь · e4 белый король · a2 чёрная пешка · b2 чёрный король | a5 белый ферзь · e4 белый король · a2 чёрная пешка · b2 чёрный король | a5 белый ферзь · e4 белый король · a2 чёрная пешка · b2 чёрный король | a5 белый ферзь · e4 белый король · a2 чёрная пешка · b2 чёрный король | a5 белый ферзь · e4 белый король · a2 чёрная пешка · b2 чёрный король | a5 белый ферзь · e4 белый король · a2 чёрная пешка · b2 чёрный король | 4 |
| 3 | a5 белый ферзь · e4 белый король · a2 чёрная пешка · b2 чёрный король | a5 белый ферзь · e4 белый король · a2 чёрная пешка · b2 чёрный король | a5 белый ферзь · e4 белый король · a2 чёрная пешка · b2 чёрный король | a5 белый ферзь · e4 белый король · a2 чёрная пешка · b2 чёрный король | a5 белый ферзь · e4 белый король · a2 чёрная пешка · b2 чёрный король | a5 белый ферзь · e4 белый король · a2 чёрная пешка · b2 чёрный король | a5 белый ферзь · e4 белый король · a2 чёрная пешка · b2 чёрный король | a5 белый ферзь · e4 белый король · a2 чёрная пешка · b2 чёрный король | 3 |
| 2 | a5 белый ферзь · e4 белый король · a2 чёрная пешка · b2 чёрный король | a5 белый ферзь · e4 белый король · a2 чёрная пешка · b2 чёрный король | a5 белый ферзь · e4 белый король · a2 чёрная пешка · b2 чёрный король | a5 белый ферзь · e4 белый король · a2 чёрная пешка · b2 чёрный король | a5 белый ферзь · e4 белый король · a2 чёрная пешка · b2 чёрный король | a5 белый ферзь · e4 белый король · a2 чёрная пешка · b2 чёрный король | a5 белый ферзь · e4 белый король · a2 чёрная пешка · b2 чёрный король | a5 белый ферзь · e4 белый король · a2 чёрная пешка · b2 чёрный король | 2 |
| 1 | a5 белый ферзь · e4 белый король · a2 чёрная пешка · b2 чёрный король | a5 белый ферзь · e4 белый король · a2 чёрная пешка · b2 чёрный король | a5 белый ферзь · e4 белый король · a2 чёрная пешка · b2 чёрный король | a5 белый ферзь · e4 белый король · a2 чёрная пешка · b2 чёрный король | a5 белый ферзь · e4 белый король · a2 чёрная пешка · b2 чёрный король | a5 белый ферзь · e4 белый король · a2 чёрная пешка · b2 чёрный король | a5 белый ферзь · e4 белый король · a2 чёрная пешка · b2 чёрный король | a5 белый ферзь · e4 белый король · a2 чёрная пешка · b2 чёрный король | 1 |
|   | a                                                                     | b                                                                     | c                                                                     | d                                                                     | e                                                                     | f                                                                     | g                                                                     | h                                                                     |   |

Пример 15: 1.Фd2+ Крb1 2.Крb4 a1Ф 3.Крb3 и у чёрных нет защиты от мата.
Пример 16: 1.Крd3! а1Ф 2.Фb4+ Крa2 (2. … Крc1 3.Фd2+ Крb1 4.Фc2#) 3.Крc2 с неизбежным матом.
|   | a                                                                     | b                                                                     | c                                                                     | d                                                                     | e                                                                     | f                                                                     | g                                                                     | h                                                                     |   |
| - | --------------------------------------------------------------------- | --------------------------------------------------------------------- | --------------------------------------------------------------------- | --------------------------------------------------------------------- | --------------------------------------------------------------------- | --------------------------------------------------------------------- | --------------------------------------------------------------------- | --------------------------------------------------------------------- | - |
| 8 | c8 белый король · a5 белый ферзь · a2 чёрная пешка · b2 чёрный король | c8 белый король · a5 белый ферзь · a2 чёрная пешка · b2 чёрный король | c8 белый король · a5 белый ферзь · a2 чёрная пешка · b2 чёрный король | c8 белый король · a5 белый ферзь · a2 чёрная пешка · b2 чёрный король | c8 белый король · a5 белый ферзь · a2 чёрная пешка · b2 чёрный король | c8 белый король · a5 белый ферзь · a2 чёрная пешка · b2 чёрный король | c8 белый король · a5 белый ферзь · a2 чёрная пешка · b2 чёрный король | c8 белый король · a5 белый ферзь · a2 чёрная пешка · b2 чёрный король | 8 |
| 7 | c8 белый король · a5 белый ферзь · a2 чёрная пешка · b2 чёрный король | c8 белый король · a5 белый ферзь · a2 чёрная пешка · b2 чёрный король | c8 белый король · a5 белый ферзь · a2 чёрная пешка · b2 чёрный король | c8 белый король · a5 белый ферзь · a2 чёрная пешка · b2 чёрный король | c8 белый король · a5 белый ферзь · a2 чёрная пешка · b2 чёрный король | c8 белый король · a5 белый ферзь · a2 чёрная пешка · b2 чёрный король | c8 белый король · a5 белый ферзь · a2 чёрная пешка · b2 чёрный король | c8 белый король · a5 белый ферзь · a2 чёрная пешка · b2 чёрный король | 7 |
| 6 | c8 белый король · a5 белый ферзь · a2 чёрная пешка · b2 чёрный король | c8 белый король · a5 белый ферзь · a2 чёрная пешка · b2 чёрный король | c8 белый король · a5 белый ферзь · a2 чёрная пешка · b2 чёрный король | c8 белый король · a5 белый ферзь · a2 чёрная пешка · b2 чёрный король | c8 белый король · a5 белый ферзь · a2 чёрная пешка · b2 чёрный король | c8 белый король · a5 белый ферзь · a2 чёрная пешка · b2 чёрный король | c8 белый король · a5 белый ферзь · a2 чёрная пешка · b2 чёрный король | c8 белый король · a5 белый ферзь · a2 чёрная пешка · b2 чёрный король | 6 |
| 5 | c8 белый король · a5 белый ферзь · a2 чёрная пешка · b2 чёрный король | c8 белый король · a5 белый ферзь · a2 чёрная пешка · b2 чёрный король | c8 белый король · a5 белый ферзь · a2 чёрная пешка · b2 чёрный король | c8 белый король · a5 белый ферзь · a2 чёрная пешка · b2 чёрный король | c8 белый король · a5 белый ферзь · a2 чёрная пешка · b2 чёрный король | c8 белый король · a5 белый ферзь · a2 чёрная пешка · b2 чёрный король | c8 белый король · a5 белый ферзь · a2 чёрная пешка · b2 чёрный король | c8 белый король · a5 белый ферзь · a2 чёрная пешка · b2 чёрный король | 5 |
| 4 | c8 белый король · a5 белый ферзь · a2 чёрная пешка · b2 чёрный король | c8 белый король · a5 белый ферзь · a2 чёрная пешка · b2 чёрный король | c8 белый король · a5 белый ферзь · a2 чёрная пешка · b2 чёрный король | c8 белый король · a5 белый ферзь · a2 чёрная пешка · b2 чёрный король | c8 белый король · a5 белый ферзь · a2 чёрная пешка · b2 чёрный король | c8 белый король · a5 белый ферзь · a2 чёрная пешка · b2 чёрный король | c8 белый король · a5 белый ферзь · a2 чёрная пешка · b2 чёрный король | c8 белый король · a5 белый ферзь · a2 чёрная пешка · b2 чёрный король | 4 |
| 3 | c8 белый король · a5 белый ферзь · a2 чёрная пешка · b2 чёрный король | c8 белый король · a5 белый ферзь · a2 чёрная пешка · b2 чёрный король | c8 белый король · a5 белый ферзь · a2 чёрная пешка · b2 чёрный король | c8 белый король · a5 белый ферзь · a2 чёрная пешка · b2 чёрный король | c8 белый король · a5 белый ферзь · a2 чёрная пешка · b2 чёрный король | c8 белый король · a5 белый ферзь · a2 чёрная пешка · b2 чёрный король | c8 белый король · a5 белый ферзь · a2 чёрная пешка · b2 чёрный король | c8 белый король · a5 белый ферзь · a2 чёрная пешка · b2 чёрный король | 3 |
| 2 | c8 белый король · a5 белый ферзь · a2 чёрная пешка · b2 чёрный король | c8 белый король · a5 белый ферзь · a2 чёрная пешка · b2 чёрный король | c8 белый король · a5 белый ферзь · a2 чёрная пешка · b2 чёрный король | c8 белый король · a5 белый ферзь · a2 чёрная пешка · b2 чёрный король | c8 белый король · a5 белый ферзь · a2 чёрная пешка · b2 чёрный король | c8 белый король · a5 белый ферзь · a2 чёрная пешка · b2 чёрный король | c8 белый король · a5 белый ферзь · a2 чёрная пешка · b2 чёрный король | c8 белый король · a5 белый ферзь · a2 чёрная пешка · b2 чёрный король | 2 |
| 1 | c8 белый король · a5 белый ферзь · a2 чёрная пешка · b2 чёрный король | c8 белый король · a5 белый ферзь · a2 чёрная пешка · b2 чёрный король | c8 белый король · a5 белый ферзь · a2 чёрная пешка · b2 чёрный король | c8 белый король · a5 белый ферзь · a2 чёрная пешка · b2 чёрный король | c8 белый король · a5 белый ферзь · a2 чёрная пешка · b2 чёрный король | c8 белый король · a5 белый ферзь · a2 чёрная пешка · b2 чёрный король | c8 белый король · a5 белый ферзь · a2 чёрная пешка · b2 чёрный король | c8 белый король · a5 белый ферзь · a2 чёрная пешка · b2 чёрный король | 1 |
|   | a                                                                     | b                                                                     | c                                                                     | d                                                                     | e                                                                     | f                                                                     | g                                                                     | h                                                                     |   |

При расположении белого короля вне очерченной зоны, например, на c8, чёрные спасаются.

Пример 17: 1.Фb4+ Крc1 2.Фa3+ Крb1 3.Фb3+ Крa1 и ничья, так как белые не могут приблизить своего короля ввиду угрозы пата.